# Lista de asteroides (462001-463000)
Esta é uma lista parcial de asteroides, do asteroide número 462001 até o 463000, inclusive. Veja também o índice com todas as listas disponíveis.

| Objeto Próximos à Terra | Cinturão de asteroides (interno) | Cinturão de asteroides (externo) | Centauro       |
| Cruzador de Marte       | Cinturão de asteroides (meio)    | Troianos de Júpiter              | Transnetuniano |

Veja mais dados de cada asteroide na ligação externa para o Minor Planet Center na última coluna.
Índice: 462001... 462101... 462201... 462301... 462401... 462501... 462601... 462701... 462801... 462901... 

## 462001–462100
| Designação | Designação | Descoberta    | Descoberta     | Descobridor(es)     | Categoria | Mais informações / Referência |
| Permanente | Provisória | Data          | Local          | Descobridor(es)     | Categoria | Mais informações / Referência |
| ---------- | ---------- | ------------- | -------------- | ------------------- | --------- | ----------------------------- |
| 462001     | 2006 WU152 | 21 nov 2006   | Mount Lemmon   | Mount Lemmon Survey | —         | MPC                           |
| 462002     | 2006 WG161 | 15 nov 2006   | Kitt Peak      | Spacewatch          | —         | MPC                           |
| 462003     | 2006 WG163 | 21 out 2006   | Mount Lemmon   | Mount Lemmon Survey | —         | MPC                           |
| 462004     | 2006 WE167 | 15 nov 2006   | Kitt Peak      | Spacewatch          | —         | MPC                           |
| 462005     | 2006 WV167 | 11 nov 2006   | Kitt Peak      | Spacewatch          | —         | MPC                           |
| 462006     | 2006 WZ200 | 24 nov 2006   | Mount Lemmon   | Mount Lemmon Survey | —         | MPC                           |
| 462007     | 2006 WL202 | 24 nov 2006   | Kitt Peak      | Spacewatch          | —         | MPC                           |
| 462008     | 2006 XV6   | 9 dez 2006    | Kitt Peak      | Spacewatch          | —         | MPC                           |
| 462009     | 2006 XD8   | 9 dez 2006 12 | Palomar        | NEAT                | —         | MPC                           |
| 462010     | 2006 XO16  | 10 dez 2006   | Kitt Peak      | Spacewatch          | —         | MPC                           |
| 462011     | 2006 XO18  | 27 out 2006   | Kitt Peak      | Spacewatch          | —         | MPC                           |
| 462012     | 2006 XT20  | 11 dez 2006   | Kitt Peak      | Spacewatch          | Juno      | MPC                           |
| 462013     | 2006 XC46  | 27 nov 2006   | Kitt Peak      | Spacewatch          | —         | MPC                           |
| 462014     | 2006 XA62  | 16 nov 2006   | Mount Lemmon   | Mount Lemmon Survey | Phocaea   | MPC                           |
| 462015     | 2006 XA65  | 12 dez 2006   | Palomar        | NEAT                | —         | MPC                           |
| 462016     | 2006 XQ65  | 17 nov 2006   | Kitt Peak      | Spacewatch          | —         | MPC                           |
| 462017     | 2006 XC71  | 14 dez 2006   | Mount Lemmon   | Mount Lemmon Survey | —         | MPC                           |
| 462018     | 2006 YJ5   | 21 set 2001   | Kitt Peak      | Spacewatch          | —         | MPC                           |
| 462019     | 2006 YS40  | 14 dez 2006   | Kitt Peak      | Spacewatch          | —         | MPC                           |
| 462020     | 2006 YA54  | 27 dez 2006   | Kitt Peak      | Spacewatch          | —         | MPC                           |
| 462021     | 2007 AG10  | 17 dez 2006   | Mount Lemmon   | Mount Lemmon Survey | —         | MPC                           |
| 462022     | 2007 AL21  | 26 dez 2006   | Kitt Peak      | Spacewatch          | —         | MPC                           |
| 462023     | 2007 AV27  | 25 nov 2006   | Mount Lemmon   | Mount Lemmon Survey | —         | MPC                           |
| 462024     | 2007 BZ16  | 17 jan 2007   | Palomar        | NEAT                | —         | MPC                           |
| 462025     | 2007 BZ18  | 18 nov 2006   | Mount Lemmon   | Mount Lemmon Survey | —         | MPC                           |
| 462026     | 2007 BR24  | 1 set 2005    | Kitt Peak      | Spacewatch          | —         | MPC                           |
| 462027     | 2007 BW25  | 30 set 2005   | Kitt Peak      | Spacewatch          | —         | MPC                           |
| 462028     | 2007 BZ36  | 13 dez 2006   | Mount Lemmon   | Mount Lemmon Survey | Meliboea  | MPC                           |
| 462029     | 2007 BO52  | 17 jan 2007   | Kitt Peak      | Spacewatch          | —         | MPC                           |
| 462030     | 2007 BG67  | 27 jan 2007   | Mount Lemmon   | Mount Lemmon Survey | —         | MPC                           |
| 462031     | 2007 BA77  | 25 jan 2007   | Catalina       | CSS                 | —         | MPC                           |
| 462032     | 2007 BT100 | 27 jan 2007   | Mount Lemmon   | Mount Lemmon Survey | —         | MPC                           |
| 462033     | 2007 CR14  | 7 fev 2007    | Mount Lemmon   | Mount Lemmon Survey | Phocaea   | MPC                           |
| 462034     | 2007 CA16  | 6 fev 2007    | Palomar        | NEAT                | —         | MPC                           |
| 462035     | 2007 CA17  | 27 jan 2007   | Kitt Peak      | Spacewatch          | —         | MPC                           |
| 462036     | 2007 CV38  | 27 jan 2007   | Mount Lemmon   | Mount Lemmon Survey | —         | MPC                           |
| 462037     | 2007 CZ61  | 10 fev 2007   | Catalina       | CSS                 | —         | MPC                           |
| 462038     | 2007 CD62  | 15 jan 2007   | Catalina       | CSS                 | —         | MPC                           |
| 462039     | 2007 CM62  | 13 fev 2007   | Socorro        | LINEAR              | —         | MPC                           |
| 462040     | 2007 DQ2   | 16 fev 2007   | Catalina       | CSS                 | —         | MPC                           |
| 462041     | 2007 DL8   | 21 fev 2007   | Mount Lemmon   | Mount Lemmon Survey | —         | MPC                           |
| 462042     | 2007 DW16  | 17 fev 2007   | Kitt Peak      | Spacewatch          | —         | MPC                           |
| 462043     | 2007 DX21  | 17 fev 2007   | Kitt Peak      | Spacewatch          | —         | MPC                           |
| 462044     | 2007 DA30  | 17 fev 2007   | Kitt Peak      | Spacewatch          | —         | MPC                           |
| 462045     | 2007 DW39  | 27 dez 2006   | Mount Lemmon   | Mount Lemmon Survey | —         | MPC                           |
| 462046     | 2007 DP57  | 21 fev 2007   | Mount Lemmon   | Mount Lemmon Survey | —         | MPC                           |
| 462047     | 2007 DC92  | 23 fev 2007   | Kitt Peak      | Spacewatch          | —         | MPC                           |
| 462048     | 2007 DT111 | 25 fev 2007   | Kitt Peak      | Spacewatch          | —         | MPC                           |
| 462049     | 2007 DM112 | 25 fev 2007   | Mount Lemmon   | Mount Lemmon Survey | —         | MPC                           |
| 462050     | 2007 EN10  | 28 jan 2007   | Kitt Peak      | Spacewatch          | —         | MPC                           |
| 462051     | 2007 EF16  | 9 mar 2007    | Mount Lemmon   | Mount Lemmon Survey | —         | MPC                           |
| 462052     | 2007 EN21  | 8 fev 2007    | Mount Lemmon   | Mount Lemmon Survey | —         | MPC                           |
| 462053     | 2007 EY21  | 10 mar 2007   | Kitt Peak      | Spacewatch          | —         | MPC                           |
| 462054     | 2007 EJ22  | 23 fev 2007   | Mount Lemmon   | Mount Lemmon Survey | —         | MPC                           |
| 462055     | 2007 EX26  | 12 mar 2007   | Kleť           | Kleť Obs.           | Phocaea   | MPC                           |
| 462056     | 2007 EM30  | 9 mar 2007    | Mount Lemmon   | Mount Lemmon Survey | —         | MPC                           |
| 462057     | 2007 ES54  | 8 jan 2002    | Socorro        | LINEAR              | Eos       | MPC                           |
| 462058     | 2007 ER65  | 21 fev 2007   | Kitt Peak      | Spacewatch          | —         | MPC                           |
| 462059     | 2007 EN73  | 25 fev 2007   | Kitt Peak      | Spacewatch          | —         | MPC                           |
| 462060     | 2007 ES73  | 10 mar 2007   | Mount Lemmon   | Mount Lemmon Survey | Phocaea   | MPC                           |
| 462061     | 2007 ES82  | 17 jan 2007   | Kitt Peak      | Spacewatch          | —         | MPC                           |
| 462062     | 2007 EJ84  | 12 mar 2007   | Kitt Peak      | Spacewatch          | Eos       | MPC                           |
| 462063     | 2007 EK89  | 23 fev 2007   | Mount Lemmon   | Mount Lemmon Survey | —         | MPC                           |
| 462064     | 2007 EC101 | 11 mar 2007   | Kitt Peak      | Spacewatch          | —         | MPC                           |
| 462065     | 2007 EE103 | 23 fev 2007   | Mount Lemmon   | Mount Lemmon Survey | —         | MPC                           |
| 462066     | 2007 ED121 | 14 mar 2007   | Mount Lemmon   | Mount Lemmon Survey | —         | MPC                           |
| 462067     | 2007 EA126 | 26 fev 2007   | Mount Lemmon   | Mount Lemmon Survey | —         | MPC                           |
| 462068     | 2007 EL134 | 9 mar 2007    | Kitt Peak      | Spacewatch          | —         | MPC                           |
| 462069     | 2007 ES135 | 10 mar 2007   | Mount Lemmon   | Mount Lemmon Survey | —         | MPC                           |
| 462070     | 2007 EH138 | 12 mar 2007   | Kitt Peak      | Spacewatch          | —         | MPC                           |
| 462071     | 2007 EX138 | 12 mar 2007   | Kitt Peak      | Spacewatch          | —         | MPC                           |
| 462072     | 2007 EQ149 | 12 mar 2007   | Mount Lemmon   | Mount Lemmon Survey | —         | MPC                           |
| 462073     | 2007 ER217 | 13 mar 2007   | Mount Lemmon   | Mount Lemmon Survey | —         | MPC                           |
| 462074     | 2007 EF218 | 9 mar 2007    | Mount Lemmon   | Mount Lemmon Survey | —         | MPC                           |
| 462075     | 2007 EG218 | 9 mar 2007    | Mount Lemmon   | Mount Lemmon Survey | —         | MPC                           |
| 462076     | 2007 EX220 | 13 mar 2007   | Kitt Peak      | Spacewatch          | —         | MPC                           |
| 462077     | 2007 EU223 | 12 mar 2007   | Kitt Peak      | Spacewatch          | —         | MPC                           |
| 462078     | 2007 FS4   | 18 mar 2007   | Pla D'Arguines | R. Ferrando         | —         | MPC                           |
| 462079     | 2007 FF21  | 20 mar 2007   | Mount Lemmon   | Mount Lemmon Survey | —         | MPC                           |
| 462080     | 2007 FH25  | 20 mar 2007   | Kitt Peak      | Spacewatch          | —         | MPC                           |
| 462081     | 2007 FU25  | 9 mar 2007    | Kitt Peak      | Spacewatch          | —         | MPC                           |
| 462082     | 2007 FC40  | 17 mar 2007   | Anderson Mesa  | LONEOS              | —         | MPC                           |
| 462083     | 2007 FE45  | 16 mar 2007   | Mount Lemmon   | Mount Lemmon Survey | —         | MPC                           |
| 462084     | 2007 GJ1   | 15 mar 2007   | Kitt Peak      | Spacewatch          | —         | MPC                           |
| 462085     | 2007 GB9   | 11 mar 2007   | Mount Lemmon   | Mount Lemmon Survey | —         | MPC                           |
| 462086     | 2007 GS15  | 11 abr 2007   | Mount Lemmon   | Mount Lemmon Survey | —         | MPC                           |
| 462087     | 2007 GW15  | 24 set 2000   | Socorro        | LINEAR              | —         | MPC                           |
| 462088     | 2007 GV30  | 14 abr 2007   | Mount Lemmon   | Mount Lemmon Survey | —         | MPC                           |
| 462089     | 2007 GA40  | 14 abr 2007   | Kitt Peak      | Spacewatch          | —         | MPC                           |
| 462090     | 2007 GU72  | 13 mar 2007   | Kitt Peak      | Spacewatch          | —         | MPC                           |
| 462091     | 2007 HJ4   | 13 mar 2007   | Mount Lemmon   | Mount Lemmon Survey | —         | MPC                           |
| 462092     | 2007 HA22  | 18 abr 2007   | Kitt Peak      | Spacewatch          | —         | MPC                           |
| 462093     | 2007 HR35  | 19 abr 2007   | Kitt Peak      | Spacewatch          | —         | MPC                           |
| 462094     | 2007 HF57  | 22 abr 2007   | Mount Lemmon   | Mount Lemmon Survey | —         | MPC                           |
| 462095     | 2007 HD98  | 19 abr 2007   | Mount Lemmon   | Mount Lemmon Survey | —         | MPC                           |
| 462096     | 2007 JL17  | 7 mai 2007    | Kitt Peak      | Spacewatch          | —         | MPC                           |
| 462097     | 2007 KQ2   | 16 mai 2007   | Catalina       | CSS                 | —         | MPC                           |
| 462098     | 2007 LM37  | 15 jun 2007   | Kitt Peak      | Spacewatch          | —         | MPC                           |
| 462099     | 2007 MS13  | 18 jun 2007   | Kitt Peak      | Spacewatch          | —         | MPC                           |
| 462100     | 2007 MN24  | 15 jun 2007   | Kitt Peak      | Spacewatch          | —         | MPC                           |

## 462101–462200
| Designação | Designação | Descoberta  | Descoberta        | Descobridor(es)       | Categoria | Mais informações / Referência |
| Permanente | Provisória | Data        | Local             | Descobridor(es)       | Categoria | Mais informações / Referência |
| ---------- | ---------- | ----------- | ----------------- | --------------------- | --------- | ----------------------------- |
| 462101     | 2007 PN20  | 9 ago 2007  | Socorro           | LINEAR                | —         | MPC                           |
| 462102     | 2007 PN24  | 12 ago 2007 | Socorro           | LINEAR                | —         | MPC                           |
| 462103     | 2007 PY47  | 9 ago 2007  | Socorro           | LINEAR                | —         | MPC                           |
| 462104     | 2007 QJ2   | 18 ago 2007 | Bergisch Gladbach | W. Bickel             | —         | MPC                           |
| 462105     | 2007 QS5   | 18 ago 2007 | XuYi              | PMO NEO               | —         | MPC                           |
| 462106     | 2007 RF11  | 5 set 2007  | Siding Spring     | K. Sárneczky, L. Kiss | —         | MPC                           |
| 462107     | 2007 RH11  | 11 set 2007 | Catalina          | CSS                   | —         | MPC                           |
| 462108     | 2007 RC24  | 3 set 2007  | Catalina          | CSS                   | Flora     | MPC                           |
| 462109     | 2007 RW33  | 5 set 2007  | Mount Lemmon      | Mount Lemmon Survey   | —         | MPC                           |
| 462110     | 2007 RA38  | 8 set 2007  | Anderson Mesa     | LONEOS                | —         | MPC                           |
| 462111     | 2007 RD53  | 9 set 2007  | Kitt Peak         | Spacewatch            | —         | MPC                           |
| 462112     | 2007 RJ66  | 12 ago 2007 | Socorro           | LINEAR                | —         | MPC                           |
| 462113     | 2007 RC77  | 10 set 2007 | Mount Lemmon      | Mount Lemmon Survey   | —         | MPC                           |
| 462114     | 2007 RK81  | 10 set 2007 | Mount Lemmon      | Mount Lemmon Survey   | —         | MPC                           |
| 462115     | 2007 RT113 | 11 set 2007 | Kitt Peak         | Spacewatch            | —         | MPC                           |
| 462116     | 2007 RD117 | 11 set 2007 | Kitt Peak         | Spacewatch            | —         | MPC                           |
| 462117     | 2007 RR131 | 12 set 2007 | Mount Lemmon      | Mount Lemmon Survey   | Mitidika  | MPC                           |
| 462118     | 2007 RE133 | 15 set 2007 | Great Shefford    | P. Birtwhistle        | —         | MPC                           |
| 462119     | 2007 RG139 | 6 set 2007  | Anderson Mesa     | LONEOS                | —         | MPC                           |
| 462120     | 2007 RB144 | 14 set 2007 | Socorro           | LINEAR                | —         | MPC                           |
| 462121     | 2007 RJ152 | 24 ago 2007 | Kitt Peak         | Spacewatch            | —         | MPC                           |
| 462122     | 2007 RM160 | 12 set 2007 | Mount Lemmon      | Mount Lemmon Survey   | —         | MPC                           |
| 462123     | 2007 RR177 | 10 set 2007 | Mount Lemmon      | Mount Lemmon Survey   | —         | MPC                           |
| 462124     | 2007 RS184 | 13 set 2007 | Mount Lemmon      | Mount Lemmon Survey   | —         | MPC                           |
| 462125     | 2007 RG190 | 11 set 2007 | Kitt Peak         | Spacewatch            | —         | MPC                           |
| 462126     | 2007 RX191 | 11 set 2007 | Kitt Peak         | Spacewatch            | Brangane  | MPC                           |
| 462127     | 2007 RG201 | 13 set 2007 | Kitt Peak         | Spacewatch            | —         | MPC                           |
| 462128     | 2007 RZ228 | 11 set 2007 | Kitt Peak         | Spacewatch            | —         | MPC                           |
| 462129     | 2007 RN246 | 8 mar 2005  | Mount Lemmon      | Mount Lemmon Survey   | —         | MPC                           |
| 462130     | 2007 RB247 | 12 set 2007 | Mount Lemmon      | Mount Lemmon Survey   | —         | MPC                           |
| 462131     | 2007 RO250 | 9 set 2007  | Kitt Peak         | Spacewatch            | —         | MPC                           |
| 462132     | 2007 RY255 | 11 ago 2002 | Cerro Tololo      | M. W. Buie            | —         | MPC                           |
| 462133     | 2007 RH309 | 3 set 2007  | Catalina          | CSS                   | —         | MPC                           |
| 462134     | 2007 RQ313 | 11 set 2007 | Catalina          | CSS                   | —         | MPC                           |
| 462135     | 2007 RU315 | 12 set 2007 | Mount Lemmon      | Mount Lemmon Survey   | —         | MPC                           |
| 462136     | 2007 RZ321 | 10 set 2007 | Kitt Peak         | Spacewatch            | —         | MPC                           |
| 462137     | 2007 RS322 | 13 set 2007 | Mount Lemmon      | Mount Lemmon Survey   | —         | MPC                           |
| 462138     | 2007 SL20  | 8 set 2007  | Mount Lemmon      | Mount Lemmon Survey   | —         | MPC                           |
| 462139     | 2007 SA21  | 25 set 2007 | Mount Lemmon      | Mount Lemmon Survey   | —         | MPC                           |
| 462140     | 2007 SU22  | 19 set 2007 | Kitt Peak         | Spacewatch            | —         | MPC                           |
| 462141     | 2007 TV1   | 4 out 2007  | Mount Lemmon      | Mount Lemmon Survey   | —         | MPC                           |
| 462142     | 2007 TJ13  | 6 out 2007  | Socorro           | LINEAR                | —         | MPC                           |
| 462143     | 2007 TM25  | 4 out 2007  | Kitt Peak         | Spacewatch            | —         | MPC                           |
| 462144     | 2007 TW29  | 8 set 2007  | Mount Lemmon      | Mount Lemmon Survey   | Mitidika  | MPC                           |
| 462145     | 2007 TM42  | 7 out 2007  | Mount Lemmon      | Mount Lemmon Survey   | —         | MPC                           |
| 462146     | 2007 TO52  | 4 out 2007  | Kitt Peak         | Spacewatch            | —         | MPC                           |
| 462147     | 2007 TA53  | 4 out 2007  | Kitt Peak         | Spacewatch            | —         | MPC                           |
| 462148     | 2007 TQ56  | 4 out 2007  | Kitt Peak         | Spacewatch            | Mitidika  | MPC                           |
| 462149     | 2007 TP71  | 7 out 2007  | Bergisch Gladbac  | W. Bickel             | —         | MPC                           |
| 462150     | 2007 TW73  | 10 out 2007 | Mount Lemmon      | Mount Lemmon Survey   | —         | MPC                           |
| 462151     | 2007 TU97  | 4 fev 2005  | Kitt Peak         | Spacewatch            | —         | MPC                           |
| 462152     | 2007 TF103 | 8 out 2007  | Kitt Peak         | Spacewatch            | —         | MPC                           |
| 462153     | 2007 TB114 | 8 out 2007  | Catalina          | CSS                   | —         | MPC                           |
| 462154     | 2007 TV118 | 9 out 2007  | Kitt Peak         | Spacewatch            | —         | MPC                           |
| 462155     | 2007 TW122 | 6 out 2007  | Kitt Peak         | Spacewatch            | —         | MPC                           |
| 462156     | 2007 TM124 | 6 out 2007  | Kitt Peak         | Spacewatch            | —         | MPC                           |
| 462157     | 2007 TF160 | 10 set 2007 | Catalina          | CSS                   | —         | MPC                           |
| 462158     | 2007 TW163 | 8 set 2007  | Mount Lemmon      | Mount Lemmon Survey   | —         | MPC                           |
| 462159     | 2007 TL167 | 12 out 2007 | Socorro           | LINEAR                | —         | MPC                           |
| 462160     | 2007 TO167 | 14 set 2007 | Mount Lemmon      | Mount Lemmon Survey   | —         | MPC                           |
| 462161     | 2007 TP174 | 9 set 2007  | Mount Lemmon      | Mount Lemmon Survey   | —         | MPC                           |
| 462162     | 2007 TY181 | 8 out 2007  | Mount Lemmon      | Mount Lemmon Survey   | —         | MPC                           |
| 462163     | 2007 TF188 | 10 out 2007 | Catalina          | CSS                   | —         | MPC                           |
| 462164     | 2007 TR192 | 5 out 2007  | Kitt Peak         | Spacewatch            | Brangane  | MPC                           |
| 462165     | 2007 TK202 | 8 out 2007  | Kitt Peak         | Spacewatch            | —         | MPC                           |
| 462166     | 2007 TJ226 | 2 set 2000  | Anderson Mesa     | LONEOS                | —         | MPC                           |
| 462167     | 2007 TW235 | 14 set 2007 | Mount Lemmon      | Mount Lemmon Survey   | —         | MPC                           |
| 462168     | 2007 TK258 | 10 out 2007 | Mount Lemmon      | Mount Lemmon Survey   | —         | MPC                           |
| 462169     | 2007 TQ259 | 14 set 2007 | Mount Lemmon      | Mount Lemmon Survey   | —         | MPC                           |
| 462170     | 2007 TC268 | 25 set 2007 | Mount Lemmon      | Mount Lemmon Survey   | —         | MPC                           |
| 462171     | 2007 TM268 | 14 set 2007 | Mount Lemmon      | Mount Lemmon Survey   | —         | MPC                           |
| 462172     | 2007 TZ272 | 9 out 2007  | Kitt Peak         | Spacewatch            | —         | MPC                           |
| 462173     | 2007 TD273 | 9 out 2007  | Kitt Peak         | Spacewatch            | —         | MPC                           |
| 462174     | 2007 TW294 | 14 set 2007 | Kitt Peak         | Spacewatch            | —         | MPC                           |
| 462175     | 2007 TR319 | 14 set 2007 | Mount Lemmon      | Mount Lemmon Survey   | Mitidika  | MPC                           |
| 462176     | 2007 TC334 | 11 out 2007 | Kitt Peak         | Spacewatch            | —         | MPC                           |
| 462177     | 2007 TQ356 | 19 set 2007 | Kitt Peak         | Spacewatch            | —         | MPC                           |
| 462178     | 2007 TL363 | 14 out 2007 | Mount Lemmon      | Mount Lemmon Survey   | —         | MPC                           |
| 462179     | 2007 TK367 | 10 out 2007 | Catalina          | CSS                   | —         | MPC                           |
| 462180     | 2007 TL368 | 20 set 2007 | Catalina          | CSS                   | —         | MPC                           |
| 462181     | 2007 TG381 | 14 out 2007 | Kitt Peak         | Spacewatch            | —         | MPC                           |
| 462182     | 2007 TT391 | 7 out 2007  | Mount Lemmon      | Mount Lemmon Survey   | —         | MPC                           |
| 462183     | 2007 TD395 | 15 out 2007 | Kitt Peak         | Spacewatch            | —         | MPC                           |
| 462184     | 2007 TY442 | 10 out 2007 | Catalina          | CSS                   | —         | MPC                           |
| 462185     | 2007 TB444 | 4 out 2007  | Kitt Peak         | Spacewatch            | —         | MPC                           |
| 462186     | 2007 TR446 | 10 out 2007 | Catalina          | CSS                   | —         | MPC                           |
| 462187     | 2007 TX450 | 9 out 2007  | Kitt Peak         | Spacewatch            | —         | MPC                           |
| 462188     | 2007 UF11  | 10 out 2007 | Catalina          | CSS                   | —         | MPC                           |
| 462189     | 2007 UU21  | 16 out 2007 | Kitt Peak         | Spacewatch            | Erigone   | MPC                           |
| 462190     | 2007 UZ33  | 10 out 2007 | Catalina          | CSS                   | —         | MPC                           |
| 462191     | 2007 UR45  | 25 set 2007 | Mount Lemmon      | Mount Lemmon Survey   | —         | MPC                           |
| 462192     | 2007 US87  | 30 out 2007 | Kitt Peak         | Spacewatch            | —         | MPC                           |
| 462193     | 2007 UF97  | 10 out 2007 | Kitt Peak         | Spacewatch            | —         | MPC                           |
| 462194     | 2007 UD120 | 14 set 2007 | Mount Lemmon      | Mount Lemmon Survey   | —         | MPC                           |
| 462195     | 2007 UY131 | 18 out 2007 | Kitt Peak         | Spacewatch            | —         | MPC                           |
| 462196     | 2007 US139 | 24 out 2007 | Mount Lemmon      | Mount Lemmon Survey   | —         | MPC                           |
| 462197     | 2007 UA142 | 24 out 2007 | Mount Lemmon      | Mount Lemmon Survey   | Mitidika  | MPC                           |
| 462198     | 2007 VV2   | 30 out 2007 | Mount Lemmon      | Mount Lemmon Survey   | —         | MPC                           |
| 462199     | 2007 VX27  | 2 nov 2007  | Kitt Peak         | Spacewatch            | —         | MPC                           |
| 462200     | 2007 VZ48  | 1 nov 2007  | Kitt Peak         | Spacewatch            | —         | MPC                           |

## 462201–462300
| Designação | Designação | Descoberta  | Descoberta    | Descobridor(es)     | Categoria | Mais informações / Referência |
| Permanente | Provisória | Data        | Local         | Descobridor(es)     | Categoria | Mais informações / Referência |
| ---------- | ---------- | ----------- | ------------- | ------------------- | --------- | ----------------------------- |
| 462201     | 2007 VF58  | 22 ago 2003 | Socorro       | LINEAR              | —         | MPC                           |
| 462202     | 2007 VG62  | 1 nov 2007  | Kitt Peak     | Spacewatch          | —         | MPC                           |
| 462203     | 2007 VU85  | 8 out 2007  | Catalina      | CSS                 | —         | MPC                           |
| 462204     | 2007 VZ94  | 9 out 2007  | Kitt Peak     | Spacewatch          | —         | MPC                           |
| 462205     | 2007 VQ118 | 20 out 2007 | Mount Lemmon  | Mount Lemmon Survey | Mitidika  | MPC                           |
| 462206     | 2007 VP126 | 10 set 2007 | Mount Lemmon  | Mount Lemmon Survey | —         | MPC                           |
| 462207     | 2007 VX138 | 9 out 2007  | XuYi          | PMO NEO             | —         | MPC                           |
| 462208     | 2007 VF145 | 4 nov 2007  | Kitt Peak     | Spacewatch          | —         | MPC                           |
| 462209     | 2007 VU159 | 5 nov 2007  | Kitt Peak     | Spacewatch          | —         | MPC                           |
| 462210     | 2007 VR164 | 5 nov 2007  | Kitt Peak     | Spacewatch          | —         | MPC                           |
| 462211     | 2007 VG181 | 7 nov 2007  | Catalina      | CSS                 | —         | MPC                           |
| 462212     | 2007 VO195 | 16 out 2007 | Mount Lemmon  | Mount Lemmon Survey | —         | MPC                           |
| 462213     | 2007 VJ201 | 9 nov 2007  | Mount Lemmon  | Mount Lemmon Survey | —         | MPC                           |
| 462214     | 2007 VK220 | 9 nov 2007  | Kitt Peak     | Spacewatch          | —         | MPC                           |
| 462215     | 2007 VS252 | 9 out 2007  | XuYi          | PMO NEO             | —         | MPC                           |
| 462216     | 2007 VK253 | 7 nov 2007  | Catalina      | CSS                 | —         | MPC                           |
| 462217     | 2007 VQ260 | 15 nov 2007 | Mount Lemmon  | Mount Lemmon Survey | —         | MPC                           |
| 462218     | 2007 VG269 | 14 nov 2007 | Socorro       | LINEAR              | —         | MPC                           |
| 462219     | 2007 VW321 | 8 nov 2007  | Catalina      | CSS                 | —         | MPC                           |
| 462220     | 2007 WQ6   | 10 set 2007 | Mount Lemmon  | Mount Lemmon Survey | —         | MPC                           |
| 462221     | 2007 WA33  | 19 nov 2007 | Mount Lemmon  | Mount Lemmon Survey | —         | MPC                           |
| 462222     | 2007 WW50  | 20 nov 2007 | Mount Lemmon  | Mount Lemmon Survey | —         | MPC                           |
| 462223     | 2007 XU17  | 19 nov 2007 | Kitt Peak     | Spacewatch          | —         | MPC                           |
| 462224     | 2007 XL24  | 9 nov 2007  | Socorro       | LINEAR              | —         | MPC                           |
| 462225     | 2007 XW38  | 13 dez 2007 | Socorro       | LINEAR              | —         | MPC                           |
| 462226     | 2007 XG56  | 3 dez 2007  | Kitt Peak     | Spacewatch          | —         | MPC                           |
| 462227     | 2007 YU43  | 30 dez 2007 | Kitt Peak     | Spacewatch          | Mitidika  | MPC                           |
| 462228     | 2007 YZ44  | 18 dez 2007 | Kitt Peak     | Spacewatch          | —         | MPC                           |
| 462229     | 2007 YG69  | 20 dez 2007 | Kitt Peak     | Spacewatch          | —         | MPC                           |
| 462230     | 2008 AH17  | 10 jan 2008 | Kitt Peak     | Spacewatch          | —         | MPC                           |
| 462231     | 2008 AC18  | 10 jan 2008 | Kitt Peak     | Spacewatch          | —         | MPC                           |
| 462232     | 2008 AN34  | 31 dez 2007 | Mount Lemmon  | Mount Lemmon Survey | —         | MPC                           |
| 462233     | 2008 AV68  | 19 nov 2007 | Mount Lemmon  | Mount Lemmon Survey | —         | MPC                           |
| 462234     | 2008 AD102 | 12 jan 2008 | Kitt Peak     | Spacewatch          | —         | MPC                           |
| 462235     | 2008 AZ109 | 15 jan 2008 | Kitt Peak     | Spacewatch          | Juno      | MPC                           |
| 462236     | 2008 AK118 | 15 jan 2008 | Mount Lemmon  | Mount Lemmon Survey | —         | MPC                           |
| 462237     | 2008 BO53  | 30 jan 2008 | Kitt Peak     | Spacewatch          | Pallas    | MPC                           |
| 462238     | 2008 CN1   | 2 fev 2008  | Catalina      | CSS                 | —         | MPC                           |
| 462239     | 2008 CY39  | 2 fev 2008  | Mount Lemmon  | Mount Lemmon Survey | —         | MPC                           |
| 462240     | 2008 CV42  | 2 fev 2008  | Kitt Peak     | Spacewatch          | —         | MPC                           |
| 462241     | 2008 CP66  | 8 fev 2008  | Mount Lemmon  | Mount Lemmon Survey | —         | MPC                           |
| 462242     | 2008 CU80  | 20 nov 2007 | Mount Lemmon  | Mount Lemmon Survey | Juno      | MPC                           |
| 462243     | 2008 CS83  | 7 fev 2008  | Kitt Peak     | Spacewatch          | —         | MPC                           |
| 462244     | 2008 CV84  | 7 fev 2008  | Kitt Peak     | Spacewatch          | —         | MPC                           |
| 462245     | 2008 CU123 | 7 fev 2008  | Mount Lemmon  | Mount Lemmon Survey | —         | MPC                           |
| 462246     | 2008 CT126 | 8 fev 2008  | Kitt Peak     | Spacewatch          | —         | MPC                           |
| 462247     | 2008 CP136 | 14 jan 2008 | Kitt Peak     | Spacewatch          | —         | MPC                           |
| 462248     | 2008 CC146 | 9 fev 2008  | Kitt Peak     | Spacewatch          | —         | MPC                           |
| 462249     | 2008 CO146 | 9 fev 2008  | Kitt Peak     | Spacewatch          | —         | MPC                           |
| 462250     | 2008 CC170 | 12 fev 2008 | Mount Lemmon  | Mount Lemmon Survey | —         | MPC                           |
| 462251     | 2008 CU189 | 14 fev 2008 | Catalina      | CSS                 | —         | MPC                           |
| 462252     | 2008 CB211 | 2 fev 2008  | Mount Lemmon  | Mount Lemmon Survey | —         | MPC                           |
| 462253     | 2008 DA19  | 27 fev 2008 | Kitt Peak     | Spacewatch          | —         | MPC                           |
| 462254     | 2008 DR22  | 29 fev 2008 | Catalina      | CSS                 | —         | MPC                           |
| 462255     | 2008 DU27  | 20 jan 2008 | Kitt Peak     | Spacewatch          | —         | MPC                           |
| 462256     | 2008 DG37  | 13 fev 2008 | Mount Lemmon  | Mount Lemmon Survey | —         | MPC                           |
| 462257     | 2008 DG72  | 26 fev 2008 | Mount Lemmon  | Mount Lemmon Survey | —         | MPC                           |
| 462258     | 2008 DJ85  | 27 fev 2008 | Mount Lemmon  | Mount Lemmon Survey | —         | MPC                           |
| 462259     | 2008 EU3   | 30 jan 2008 | Mount Lemmon  | Mount Lemmon Survey | Phocaea   | MPC                           |
| 462260     | 2008 EC23  | 3 mar 2008  | Jarnac        | Jarnac Obs.         | —         | MPC                           |
| 462261     | 2008 EX58  | 2 fev 2008  | Mount Lemmon  | Mount Lemmon Survey | —         | MPC                           |
| 462262     | 2008 ER59  | 2 fev 2008  | Mount Lemmon  | Mount Lemmon Survey | —         | MPC                           |
| 462263     | 2008 EY70  | 6 mar 2008  | Mount Lemmon  | Mount Lemmon Survey | Juno      | MPC                           |
| 462264     | 2008 EO73  | 28 fev 2008 | Kitt Peak     | Spacewatch          | —         | MPC                           |
| 462265     | 2008 EP73  | 28 fev 2008 | Kitt Peak     | Spacewatch          | —         | MPC                           |
| 462266     | 2008 EF91  | 1 mar 2008  | Anderson Mesa | LONEOS              | Juno      | MPC                           |
| 462267     | 2008 EH116 | 8 mar 2008  | Kitt Peak     | Spacewatch          | —         | MPC                           |
| 462268     | 2008 EC117 | 8 mar 2008  | Kitt Peak     | Spacewatch          | —         | MPC                           |
| 462269     | 2008 EZ127 | 12 fev 2008 | Kitt Peak     | Spacewatch          | —         | MPC                           |
| 462270     | 2008 EO130 | 11 mar 2008 | Kitt Peak     | Spacewatch          | Juno      | MPC                           |
| 462271     | 2008 ES131 | 28 fev 2008 | Kitt Peak     | Spacewatch          | —         | MPC                           |
| 462272     | 2008 ER136 | 11 mar 2008 | Kitt Peak     | Spacewatch          | —         | MPC                           |
| 462273     | 2008 EA148 | 1 mar 2008  | Kitt Peak     | Spacewatch          | —         | MPC                           |
| 462274     | 2008 EA151 | 5 mar 2008  | Mount Lemmon  | Mount Lemmon Survey | —         | MPC                           |
| 462275     | 2008 EB151 | 10 mar 2008 | Kitt Peak     | Spacewatch          | —         | MPC                           |
| 462276     | 2008 EF154 | 15 mar 2008 | Mount Lemmon  | Mount Lemmon Survey | —         | MPC                           |
| 462277     | 2008 EB159 | 13 mar 2008 | Kitt Peak     | Spacewatch          | —         | MPC                           |
| 462278     | 2008 EW162 | 15 mar 2008 | Kitt Peak     | Spacewatch          | —         | MPC                           |
| 462279     | 2008 EZ167 | 10 mar 2008 | Kitt Peak     | Spacewatch          | —         | MPC                           |
| 462280     | 2008 FS    | 8 fev 2008  | Kitt Peak     | Spacewatch          | —         | MPC                           |
| 462281     | 2008 FR9   | 7 fev 2008  | Mount Lemmon  | Mount Lemmon Survey | —         | MPC                           |
| 462282     | 2008 FM12  | 26 mar 2008 | Mount Lemmon  | Mount Lemmon Survey | —         | MPC                           |
| 462283     | 2008 FW21  | 27 mar 2008 | Kitt Peak     | Spacewatch          | —         | MPC                           |
| 462284     | 2008 FV27  | 27 mar 2008 | Kitt Peak     | Spacewatch          | —         | MPC                           |
| 462285     | 2008 FG28  | 3 mar 2008  | Kitt Peak     | Spacewatch          | —         | MPC                           |
| 462286     | 2008 FC39  | 5 mar 2008  | Mount Lemmon  | Mount Lemmon Survey | —         | MPC                           |
| 462287     | 2008 FY49  | 28 mar 2008 | Mount Lemmon  | Mount Lemmon Survey | —         | MPC                           |
| 462288     | 2008 FU53  | 28 mar 2008 | Mount Lemmon  | Mount Lemmon Survey | —         | MPC                           |
| 462289     | 2008 FH54  | 28 mar 2008 | Mount Lemmon  | Mount Lemmon Survey | —         | MPC                           |
| 462290     | 2008 FG55  | 28 mar 2008 | Mount Lemmon  | Mount Lemmon Survey | —         | MPC                           |
| 462291     | 2008 FU63  | 27 mar 2008 | Kitt Peak     | Spacewatch          | —         | MPC                           |
| 462292     | 2008 FZ64  | 28 mar 2008 | Kitt Peak     | Spacewatch          | —         | MPC                           |
| 462293     | 2008 FZ72  | 10 mar 2008 | Mount Lemmon  | Mount Lemmon Survey | —         | MPC                           |
| 462294     | 2008 FF73  | 30 mar 2008 | Kitt Peak     | Spacewatch          | —         | MPC                           |
| 462295     | 2008 FX88  | 28 mar 2008 | Mount Lemmon  | Mount Lemmon Survey | —         | MPC                           |
| 462296     | 2008 FE97  | 29 mar 2008 | Catalina      | CSS                 | —         | MPC                           |
| 462297     | 2008 FJ112 | 30 mar 2008 | Kitt Peak     | Spacewatch          | —         | MPC                           |
| 462298     | 2008 FQ113 | 31 mar 2008 | Kitt Peak     | Spacewatch          | —         | MPC                           |
| 462299     | 2008 FD126 | 26 mar 2008 | Mount Lemmon  | Mount Lemmon Survey | —         | MPC                           |
| 462300     | 2008 FE135 | 12 mar 2008 | Kitt Peak     | Spacewatch          | —         | MPC                           |

## 462301–462400
| Designação | Designação | Descoberta  | Descoberta    | Descobridor(es)     | Categoria | Mais informações / Referência |
| Permanente | Provisória | Data        | Local         | Descobridor(es)     | Categoria | Mais informações / Referência |
| ---------- | ---------- | ----------- | ------------- | ------------------- | --------- | ----------------------------- |
| 462301     | 2008 FK135 | 31 mar 2008 | Mount Lemmon  | Mount Lemmon Survey | —         | MPC                           |
| 462302     | 2008 GU5   | 30 jan 2008 | Mount Lemmon  | Mount Lemmon Survey | —         | MPC                           |
| 462303     | 2008 GV15  | 3 abr 2008  | Mount Lemmon  | Mount Lemmon Survey | —         | MPC                           |
| 462304     | 2008 GJ46  | 27 mar 2008 | Kitt Peak     | Spacewatch          | —         | MPC                           |
| 462305     | 2008 GW69  | 6 abr 2008  | Mount Lemmon  | Mount Lemmon Survey | —         | MPC                           |
| 462306     | 2008 GX75  | 12 mar 2008 | Kitt Peak     | Spacewatch          | —         | MPC                           |
| 462307     | 2008 GR84  | 8 abr 2008  | Mount Lemmon  | Mount Lemmon Survey | —         | MPC                           |
| 462308     | 2008 GM89  | 11 fev 2008 | Mount Lemmon  | Mount Lemmon Survey | —         | MPC                           |
| 462309     | 2008 GR91  | 6 abr 2008  | Mount Lemmon  | Mount Lemmon Survey | —         | MPC                           |
| 462310     | 2008 GO97  | 4 abr 2008  | Kitt Peak     | Spacewatch          | —         | MPC                           |
| 462311     | 2008 GY102 | 10 abr 2008 | Kitt Peak     | Spacewatch          | —         | MPC                           |
| 462312     | 2008 GQ121 | 31 mar 2008 | Kitt Peak     | Spacewatch          | —         | MPC                           |
| 462313     | 2008 GN122 | 18 nov 2006 | Kitt Peak     | Spacewatch          | —         | MPC                           |
| 462314     | 2008 GR130 | 6 abr 2008  | Kitt Peak     | Spacewatch          | Phocaea   | MPC                           |
| 462315     | 2008 GG145 | 30 abr 2004 | Kitt Peak     | Spacewatch          | —         | MPC                           |
| 462316     | 2008 HQ8   | 3 abr 2008  | Mount Lemmon  | Mount Lemmon Survey | —         | MPC                           |
| 462317     | 2008 HO16  | 6 abr 2008  | Mount Lemmon  | Mount Lemmon Survey | —         | MPC                           |
| 462318     | 2008 HS19  | 17 jan 2007 | Kitt Peak     | Spacewatch          | —         | MPC                           |
| 462319     | 2008 HA21  | 26 abr 2008 | Kitt Peak     | Spacewatch          | —         | MPC                           |
| 462320     | 2008 HM27  | 27 abr 2008 | Kitt Peak     | Spacewatch          | —         | MPC                           |
| 462321     | 2008 HR29  | 28 abr 2008 | Mount Lemmon  | Mount Lemmon Survey | —         | MPC                           |
| 462322     | 2008 HW34  | 27 abr 2008 | Mount Lemmon  | Mount Lemmon Survey | —         | MPC                           |
| 462323     | 2008 HG46  | 7 abr 2008  | Kitt Peak     | Spacewatch          | —         | MPC                           |
| 462324     | 2008 HD56  | 29 abr 2008 | Kitt Peak     | Spacewatch          | Meliboea  | MPC                           |
| 462325     | 2008 HJ57  | 6 abr 2008  | Kitt Peak     | Spacewatch          | —         | MPC                           |
| 462326     | 2008 JW10  | 6 abr 2008  | Mount Lemmon  | Mount Lemmon Survey | —         | MPC                           |
| 462327     | 2008 JO11  | 8 out 2005  | Kitt Peak     | Spacewatch          | —         | MPC                           |
| 462328     | 2008 JY11  | 3 mai 2008  | Kitt Peak     | Spacewatch          | —         | MPC                           |
| 462329     | 2008 JZ30  | 14 mai 2008 | Kitt Peak     | Spacewatch          | —         | MPC                           |
| 462330     | 2008 JK33  | 3 abr 2008  | Mount Lemmon  | Mount Lemmon Survey | —         | MPC                           |
| 462331     | 2008 KG4   | 27 mai 2008 | Kitt Peak     | Spacewatch          | —         | MPC                           |
| 462332     | 2008 KR5   | 28 mai 2008 | Kitt Peak     | Spacewatch          | —         | MPC                           |
| 462333     | 2008 KW29  | 30 abr 2008 | Kitt Peak     | Spacewatch          | Phocaea   | MPC                           |
| 462334     | 2008 KO34  | 31 mai 2008 | Mount Lemmon  | Mount Lemmon Survey | —         | MPC                           |
| 462335     | 2008 KP34  | 15 mai 2008 | Mount Lemmon  | Mount Lemmon Survey | Phocaea   | MPC                           |
| 462336     | 2008 KS39  | 30 mai 2008 | Kitt Peak     | Spacewatch          | —         | MPC                           |
| 462337     | 2008 LR3   | 15 mai 2008 | Mount Lemmon  | Mount Lemmon Survey | —         | MPC                           |
| 462338     | 2008 NF2   | 9 jul 2008  | Dauban        | F. Kugel            | —         | MPC                           |
| 462339     | 2008 NV3   | 12 jul 2008 | La Sagra      | Mallorca Obs.       | —         | MPC                           |
| 462340     | 2008 OR22  | 29 jul 2008 | Kitt Peak     | Spacewatch          | —         | MPC                           |
| 462341     | 2008 PY4   | 4 ago 2008  | La Sagra      | Mallorca Obs.       | —         | MPC                           |
| 462342     | 2008 PC22  | 2 mar 2006  | Kitt Peak     | M. W. Buie          | —         | MPC                           |
| 462343     | 2008 QY8   | 21 ago 2008 | Kitt Peak     | Spacewatch          | Phocaea   | MPC                           |
| 462344     | 2008 QA13  | 26 ago 2008 | La Sagra      | Mallorca Obs.       | —         | MPC                           |
| 462345     | 2008 QQ17  | 27 ago 2008 | La Sagra      | Mallorca Obs.       | —         | MPC                           |
| 462346     | 2008 QD26  | 29 ago 2008 | La Sagra      | Mallorca Obs.       | —         | MPC                           |
| 462347     | 2008 QK44  | 23 ago 2008 | Siding Spring | SSS                 | —         | MPC                           |
| 462348     | 2008 QO46  | 26 ago 2008 | Socorro       | LINEAR              | —         | MPC                           |
| 462349     | 2008 RZ2   | 2 set 2008  | Kitt Peak     | Spacewatch          | —         | MPC                           |
| 462350     | 2008 RP29  | 2 set 2008  | Kitt Peak     | Spacewatch          | —         | MPC                           |
| 462351     | 2008 RG32  | 2 set 2008  | Kitt Peak     | Spacewatch          | —         | MPC                           |
| 462352     | 2008 RF39  | 2 set 2008  | Kitt Peak     | Spacewatch          | —         | MPC                           |
| 462353     | 2008 RV41  | 2 set 2008  | Kitt Peak     | Spacewatch          | —         | MPC                           |
| 462354     | 2008 RY86  | 5 set 2008  | Kitt Peak     | Spacewatch          | —         | MPC                           |
| 462355     | 2008 RG104 | 26 nov 2003 | Kitt Peak     | Spacewatch          | —         | MPC                           |
| 462356     | 2008 RL109 | 2 set 2008  | Kitt Peak     | Spacewatch          | —         | MPC                           |
| 462357     | 2008 RU109 | 2 set 2008  | Kitt Peak     | Spacewatch          | —         | MPC                           |
| 462358     | 2008 RK113 | 5 set 2008  | Kitt Peak     | Spacewatch          | —         | MPC                           |
| 462359     | 2008 RG114 | 6 set 2008  | Kitt Peak     | Spacewatch          | —         | MPC                           |
| 462360     | 2008 RL123 | 4 set 2003  | Kitt Peak     | Spacewatch          | —         | MPC                           |
| 462361     | 2008 RF125 | 7 set 2008  | Mount Lemmon  | Mount Lemmon Survey | —         | MPC                           |
| 462362     | 2008 RS127 | 6 set 2008  | Mount Lemmon  | Mount Lemmon Survey | —         | MPC                           |
| 462363     | 2008 RK128 | 7 set 2008  | Mount Lemmon  | Mount Lemmon Survey | —         | MPC                           |
| 462364     | 2008 RY137 | 5 set 2008  | Kitt Peak     | Spacewatch          | —         | MPC                           |
| 462365     | 2008 SZ22  | 4 set 2008  | Kitt Peak     | Spacewatch          | Brangane  | MPC                           |
| 462366     | 2008 SJ47  | 20 set 2008 | Kitt Peak     | Spacewatch          | —         | MPC                           |
| 462367     | 2008 SE56  | 20 set 2008 | Kitt Peak     | Spacewatch          | —         | MPC                           |
| 462368     | 2008 SK60  | 20 set 2008 | Mount Lemmon  | Mount Lemmon Survey | —         | MPC                           |
| 462369     | 2008 SP61  | 7 ago 2008  | Kitt Peak     | Spacewatch          | —         | MPC                           |
| 462370     | 2008 SO96  | 9 set 2008  | Mount Lemmon  | Mount Lemmon Survey | —         | MPC                           |
| 462371     | 2008 SX99  | 21 set 2008 | Kitt Peak     | Spacewatch          | Brangane  | MPC                           |
| 462372     | 2008 ST101 | 21 set 2008 | Kitt Peak     | Spacewatch          | —         | MPC                           |
| 462373     | 2008 SG104 | 21 set 2008 | Kitt Peak     | Spacewatch          | —         | MPC                           |
| 462374     | 2008 SV106 | 21 set 2008 | Kitt Peak     | Spacewatch          | —         | MPC                           |
| 462375     | 2008 SH108 | 22 set 2008 | Mount Lemmon  | Mount Lemmon Survey | —         | MPC                           |
| 462376     | 2008 SX110 | 22 set 2008 | Kitt Peak     | Spacewatch          | Brangane  | MPC                           |
| 462377     | 2008 SN114 | 22 set 2008 | Kitt Peak     | Spacewatch          | —         | MPC                           |
| 462378     | 2008 SH116 | 22 set 2008 | Kitt Peak     | Spacewatch          | Brangane  | MPC                           |
| 462379     | 2008 SN131 | 22 set 2008 | Kitt Peak     | Spacewatch          | —         | MPC                           |
| 462380     | 2008 SD134 | 9 set 2008  | Mount Lemmon  | Mount Lemmon Survey | —         | MPC                           |
| 462381     | 2008 SM136 | 23 set 2008 | Kitt Peak     | Spacewatch          | —         | MPC                           |
| 462382     | 2008 SW140 | 6 set 2008  | Mount Lemmon  | Mount Lemmon Survey | —         | MPC                           |
| 462383     | 2008 SD154 | 3 set 2008  | Kitt Peak     | Spacewatch          | Brangane  | MPC                           |
| 462384     | 2008 SG160 | 24 set 2008 | Socorro       | LINEAR              | —         | MPC                           |
| 462385     | 2008 SV161 | 2 set 2008  | Kitt Peak     | Spacewatch          | —         | MPC                           |
| 462386     | 2008 SR175 | 23 set 2008 | Kitt Peak     | Spacewatch          | —         | MPC                           |
| 462387     | 2008 SG178 | 23 set 2008 | Kitt Peak     | Spacewatch          | —         | MPC                           |
| 462388     | 2008 ST180 | 24 set 2008 | Kitt Peak     | Spacewatch          | —         | MPC                           |
| 462389     | 2008 SA187 | 25 set 2008 | Kitt Peak     | Spacewatch          | —         | MPC                           |
| 462390     | 2008 SB188 | 25 set 2008 | Kitt Peak     | Spacewatch          | —         | MPC                           |
| 462391     | 2008 SZ196 | 25 set 2008 | Kitt Peak     | Spacewatch          | Brangane  | MPC                           |
| 462392     | 2008 SC208 | 27 set 2008 | Catalina      | CSS                 | —         | MPC                           |
| 462393     | 2008 SY221 | 3 set 2008  | Kitt Peak     | Spacewatch          | —         | MPC                           |
| 462394     | 2008 SS222 | 3 set 2008  | Kitt Peak     | Spacewatch          | —         | MPC                           |
| 462395     | 2008 SM224 | 26 set 2008 | Kitt Peak     | Spacewatch          | Ursula    | MPC                           |
| 462396     | 2008 SU225 | 26 set 2008 | Kitt Peak     | Spacewatch          | —         | MPC                           |
| 462397     | 2008 SH227 | 5 set 2008  | Kitt Peak     | Spacewatch          | —         | MPC                           |
| 462398     | 2008 SR231 | 28 set 2008 | Mount Lemmon  | Mount Lemmon Survey | —         | MPC                           |
| 462399     | 2008 SW245 | 29 set 2008 | Kitt Peak     | Spacewatch          | —         | MPC                           |
| 462400     | 2008 SD262 | 24 set 2008 | Kitt Peak     | Spacewatch          | —         | MPC                           |

## 462401–462500
| Designação | Designação | Descoberta  | Descoberta    | Descobridor(es)     | Categoria | Mais informações / Referência |
| Permanente | Provisória | Data        | Local         | Descobridor(es)     | Categoria | Mais informações / Referência |
| ---------- | ---------- | ----------- | ------------- | ------------------- | --------- | ----------------------------- |
| 462401     | 2008 SU263 | 24 set 2008 | Mount Lemmon  | Mount Lemmon Survey | —         | MPC                           |
| 462402     | 2008 SA270 | 23 set 2008 | Kitt Peak     | Spacewatch          | —         | MPC                           |
| 462403     | 2008 SW284 | 25 set 2008 | Kitt Peak     | Spacewatch          | —         | MPC                           |
| 462404     | 2008 SG289 | 25 set 2008 | Kitt Peak     | Spacewatch          | —         | MPC                           |
| 462405     | 2008 SL293 | 22 set 2008 | Catalina      | CSS                 | —         | MPC                           |
| 462406     | 2008 SO296 | 29 set 2008 | Catalina      | CSS                 | —         | MPC                           |
| 462407     | 2008 SQ298 | 21 set 2008 | Mount Lemmon  | Mount Lemmon Survey | —         | MPC                           |
| 462408     | 2008 SQ302 | 23 set 2008 | Kitt Peak     | Spacewatch          | —         | MPC                           |
| 462409     | 2008 SS303 | 24 set 2008 | Mount Lemmon  | Mount Lemmon Survey | —         | MPC                           |
| 462410     | 2008 SN306 | 28 set 2008 | Mount Lemmon  | Mount Lemmon Survey | —         | MPC                           |
| 462411     | 2008 TL4   | 1 out 2008  | La Sagra      | Mallorca Obs.       | —         | MPC                           |
| 462412     | 2008 TR4   | 1 out 2008  | La Sagra      | Mallorca Obs.       | Brangane  | MPC                           |
| 462413     | 2008 TH5   | 1 out 2008  | La Sagra      | Mallorca Obs.       | —         | MPC                           |
| 462414     | 2008 TR7   | 3 set 2008  | Kitt Peak     | Spacewatch          | —         | MPC                           |
| 462415     | 2008 TT13  | 10 set 2008 | Kitt Peak     | Spacewatch          | —         | MPC                           |
| 462416     | 2008 TG14  | 5 set 2008  | Kitt Peak     | Spacewatch          | —         | MPC                           |
| 462417     | 2008 TX16  | 22 set 2008 | Mount Lemmon  | Mount Lemmon Survey | —         | MPC                           |
| 462418     | 2008 TA31  | 20 set 2008 | Kitt Peak     | Spacewatch          | —         | MPC                           |
| 462419     | 2008 TG36  | 24 ago 2008 | Kitt Peak     | Spacewatch          | —         | MPC                           |
| 462420     | 2008 TG64  | 22 set 2008 | Mount Lemmon  | Mount Lemmon Survey | —         | MPC                           |
| 462421     | 2008 TM73  | 2 out 2008  | Kitt Peak     | Spacewatch          | —         | MPC                           |
| 462422     | 2008 TH83  | 3 out 2008  | Kitt Peak     | Spacewatch          | —         | MPC                           |
| 462423     | 2008 TH86  | 4 set 2008  | Kitt Peak     | Spacewatch          | —         | MPC                           |
| 462424     | 2008 TC104 | 28 set 2008 | Socorro       | LINEAR              | —         | MPC                           |
| 462425     | 2008 TG104 | 26 set 2008 | Kitt Peak     | Spacewatch          | —         | MPC                           |
| 462426     | 2008 TY113 | 23 set 2008 | Kitt Peak     | Spacewatch          | —         | MPC                           |
| 462427     | 2008 TG127 | 8 out 2008  | Mount Lemmon  | Mount Lemmon Survey | —         | MPC                           |
| 462428     | 2008 TE130 | 8 out 2008  | Mount Lemmon  | Mount Lemmon Survey | —         | MPC                           |
| 462429     | 2008 TM130 | 8 out 2008  | Mount Lemmon  | Mount Lemmon Survey | —         | MPC                           |
| 462430     | 2008 TY135 | 22 set 2008 | Kitt Peak     | Spacewatch          | Ursula    | MPC                           |
| 462431     | 2008 TE136 | 22 set 2008 | Kitt Peak     | Spacewatch          | —         | MPC                           |
| 462432     | 2008 TH139 | 8 out 2008  | Mount Lemmon  | Mount Lemmon Survey | —         | MPC                           |
| 462433     | 2008 TJ139 | 8 out 2008  | Mount Lemmon  | Mount Lemmon Survey | Brangane  | MPC                           |
| 462434     | 2008 TS162 | 1 out 2008  | Catalina      | CSS                 | —         | MPC                           |
| 462435     | 2008 TQ171 | 6 out 2008  | Mount Lemmon  | Mount Lemmon Survey | —         | MPC                           |
| 462436     | 2008 TA175 | 8 out 2008  | Kitt Peak     | Spacewatch          | —         | MPC                           |
| 462437     | 2008 TO175 | 9 out 2008  | Kitt Peak     | Spacewatch          | —         | MPC                           |
| 462438     | 2008 TQ175 | 1 set 2008  | Siding Spring | SSS                 | —         | MPC                           |
| 462439     | 2008 TV182 | 2 out 2008  | Kitt Peak     | Spacewatch          | —         | MPC                           |
| 462440     | 2008 TT188 | 10 out 2008 | Mount Lemmon  | Mount Lemmon Survey | —         | MPC                           |
| 462441     | 2008 UW10  | 2 set 2008  | Kitt Peak     | Spacewatch          | —         | MPC                           |
| 462442     | 2008 UY59  | 21 out 2008 | Kitt Peak     | Spacewatch          | —         | MPC                           |
| 462443     | 2008 UN63  | 9 set 2008  | Mount Lemmon  | Mount Lemmon Survey | —         | MPC                           |
| 462444     | 2008 UR63  | 21 out 2008 | Kitt Peak     | Spacewatch          | —         | MPC                           |
| 462445     | 2008 UL81  | 22 out 2008 | Kitt Peak     | Spacewatch          | —         | MPC                           |
| 462446     | 2008 UR102 | 20 out 2008 | Kitt Peak     | Spacewatch          | —         | MPC                           |
| 462447     | 2008 UX110 | 28 set 2008 | Mount Lemmon  | Mount Lemmon Survey | —         | MPC                           |
| 462448     | 2008 UX113 | 22 out 2008 | Kitt Peak     | Spacewatch          | —         | MPC                           |
| 462449     | 2008 UY113 | 22 out 2008 | Kitt Peak     | Spacewatch          | —         | MPC                           |
| 462450     | 2008 UR114 | 9 out 2008  | Kitt Peak     | Spacewatch          | —         | MPC                           |
| 462451     | 2008 UY119 | 22 out 2008 | Kitt Peak     | Spacewatch          | —         | MPC                           |
| 462452     | 2008 UR120 | 22 out 2008 | Kitt Peak     | Spacewatch          | —         | MPC                           |
| 462453     | 2008 US124 | 22 out 2008 | Kitt Peak     | Spacewatch          | —         | MPC                           |
| 462454     | 2008 UX128 | 24 set 2008 | Kitt Peak     | Spacewatch          | —         | MPC                           |
| 462455     | 2008 UP129 | 23 out 2008 | Kitt Peak     | Spacewatch          | —         | MPC                           |
| 462456     | 2008 UF132 | 28 set 2008 | Mount Lemmon  | Mount Lemmon Survey | Brangane  | MPC                           |
| 462457     | 2008 UQ133 | 23 out 2008 | Kitt Peak     | Spacewatch          | —         | MPC                           |
| 462458     | 2008 UH135 | 23 out 2008 | Kitt Peak     | Spacewatch          | —         | MPC                           |
| 462459     | 2008 UJ142 | 23 out 2008 | Kitt Peak     | Spacewatch          | —         | MPC                           |
| 462460     | 2008 UV146 | 3 out 2008  | Mount Lemmon  | Mount Lemmon Survey | —         | MPC                           |
| 462461     | 2008 UA155 | 25 set 2008 | Kitt Peak     | Spacewatch          | —         | MPC                           |
| 462462     | 2008 UX168 | 24 out 2008 | Kitt Peak     | Spacewatch          | —         | MPC                           |
| 462463     | 2008 UW173 | 23 set 2008 | Kitt Peak     | Spacewatch          | —         | MPC                           |
| 462464     | 2008 UU175 | 7 set 2008  | Mount Lemmon  | Mount Lemmon Survey | —         | MPC                           |
| 462465     | 2008 UC176 | 10 out 2008 | Mount Lemmon  | Mount Lemmon Survey | —         | MPC                           |
| 462466     | 2008 UK178 | 24 out 2008 | Mount Lemmon  | Mount Lemmon Survey | Brangane  | MPC                           |
| 462467     | 2008 UW181 | 29 set 2008 | Kitt Peak     | Spacewatch          | —         | MPC                           |
| 462468     | 2008 UH182 | 23 set 2008 | Kitt Peak     | Spacewatch          | —         | MPC                           |
| 462469     | 2008 UB184 | 23 set 2008 | Kitt Peak     | Spacewatch          | —         | MPC                           |
| 462470     | 2008 UW186 | 24 out 2008 | Kitt Peak     | Spacewatch          | Ursula    | MPC                           |
| 462471     | 2008 UU188 | 25 set 2008 | Kitt Peak     | Spacewatch          | —         | MPC                           |
| 462472     | 2008 UG211 | 23 out 2008 | Kitt Peak     | Spacewatch          | —         | MPC                           |
| 462473     | 2008 UJ221 | 25 out 2008 | Kitt Peak     | Spacewatch          | Brangane  | MPC                           |
| 462474     | 2008 UR223 | 1 out 2008  | Kitt Peak     | Spacewatch          | —         | MPC                           |
| 462475     | 2008 UN254 | 27 out 2008 | Kitt Peak     | Spacewatch          | —         | MPC                           |
| 462476     | 2008 UT265 | 2 out 2008  | Kitt Peak     | Spacewatch          | —         | MPC                           |
| 462477     | 2008 UW278 | 25 set 2008 | Kitt Peak     | Spacewatch          | —         | MPC                           |
| 462478     | 2008 UO281 | 28 out 2008 | Kitt Peak     | Spacewatch          | —         | MPC                           |
| 462479     | 2008 UA285 | 29 set 2008 | Kitt Peak     | Spacewatch          | —         | MPC                           |
| 462480     | 2008 UO291 | 29 out 2008 | Kitt Peak     | Spacewatch          | —         | MPC                           |
| 462481     | 2008 UB295 | 28 set 2008 | Mount Lemmon  | Mount Lemmon Survey | —         | MPC                           |
| 462482     | 2008 UC298 | 29 out 2008 | Kitt Peak     | Spacewatch          | Brangane  | MPC                           |
| 462483     | 2008 UY298 | 29 out 2008 | Kitt Peak     | Spacewatch          | —         | MPC                           |
| 462484     | 2008 UX313 | 22 set 2008 | Kitt Peak     | Spacewatch          | —         | MPC                           |
| 462485     | 2008 UP338 | 21 out 2008 | Mount Lemmon  | Mount Lemmon Survey | —         | MPC                           |
| 462486     | 2008 UQ353 | 25 out 2008 | Kitt Peak     | Spacewatch          | —         | MPC                           |
| 462487     | 2008 UF354 | 23 out 2008 | Mount Lemmon  | Mount Lemmon Survey | —         | MPC                           |
| 462488     | 2008 UF360 | 29 out 2008 | Kitt Peak     | Spacewatch          | —         | MPC                           |
| 462489     | 2008 UY362 | 25 out 2008 | Catalina      | CSS                 | —         | MPC                           |
| 462490     | 2008 VU12  | 22 out 2008 | Kitt Peak     | Spacewatch          | —         | MPC                           |
| 462491     | 2008 VX22  | 1 nov 2008  | Catalina      | CSS                 | —         | MPC                           |
| 462492     | 2008 VB47  | 28 out 2008 | Kitt Peak     | Spacewatch          | —         | MPC                           |
| 462493     | 2008 VH48  | 3 nov 2008  | Kitt Peak     | Spacewatch          | —         | MPC                           |
| 462494     | 2008 VW50  | 4 nov 2008  | Kitt Peak     | Spacewatch          | —         | MPC                           |
| 462495     | 2008 VB58  | 6 nov 2008  | Catalina      | CSS                 | —         | MPC                           |
| 462496     | 2008 VD69  | 2 out 2008  | Mount Lemmon  | Mount Lemmon Survey | —         | MPC                           |
| 462497     | 2008 VE70  | 6 nov 2008  | Kitt Peak     | Spacewatch          | —         | MPC                           |
| 462498     | 2008 VE74  | 7 nov 2008  | Mount Lemmon  | Mount Lemmon Survey | —         | MPC                           |
| 462499     | 2008 VK76  | 1 nov 2008  | Mount Lemmon  | Mount Lemmon Survey | —         | MPC                           |
| 462500     | 2008 VV77  | 6 nov 2008  | Mount Lemmon  | Mount Lemmon Survey | Brangane  | MPC                           |

## 462501–462600
| Designação | Designação | Descoberta  | Descoberta   | Descobridor(es)     | Categoria | Mais informações / Referência |
| Permanente | Provisória | Data        | Local        | Descobridor(es)     | Categoria | Mais informações / Referência |
| ---------- | ---------- | ----------- | ------------ | ------------------- | --------- | ----------------------------- |
| 462501     | 2008 WM3   | 6 set 2008  | Mount Lemmon | Mount Lemmon Survey | —         | MPC                           |
| 462502     | 2008 WG8   | 20 abr 2006 | Kitt Peak    | Spacewatch          | Brangane  | MPC                           |
| 462503     | 2008 WJ25  | 2 nov 2008  | Mount Lemmon | Mount Lemmon Survey | —         | MPC                           |
| 462504     | 2008 WU32  | 27 set 2008 | Mount Lemmon | Mount Lemmon Survey | —         | MPC                           |
| 462505     | 2008 WW36  | 17 nov 2008 | Kitt Peak    | Spacewatch          | —         | MPC                           |
| 462506     | 2008 WF46  | 31 out 2008 | Kitt Peak    | Spacewatch          | —         | MPC                           |
| 462507     | 2008 WR75  | 20 nov 2008 | Kitt Peak    | Spacewatch          | —         | MPC                           |
| 462508     | 2008 WV76  | 20 nov 2008 | Kitt Peak    | Spacewatch          | —         | MPC                           |
| 462509     | 2008 WD84  | 20 nov 2008 | Kitt Peak    | Spacewatch          | —         | MPC                           |
| 462510     | 2008 WH85  | 20 nov 2008 | Kitt Peak    | Spacewatch          | —         | MPC                           |
| 462511     | 2008 WK92  | 24 nov 2008 | Dauban       | F. Kugel            | —         | MPC                           |
| 462512     | 2008 WT97  | 3 nov 2008  | Catalina     | CSS                 | —         | MPC                           |
| 462513     | 2008 WL99  | 23 out 2008 | Mount Lemmon | Mount Lemmon Survey | —         | MPC                           |
| 462514     | 2008 WA106 | 30 nov 2008 | Kitt Peak    | Spacewatch          | —         | MPC                           |
| 462515     | 2008 WP108 | 25 out 2008 | Kitt Peak    | Spacewatch          | —         | MPC                           |
| 462516     | 2008 WZ121 | 24 set 2008 | Mount Lemmon | Mount Lemmon Survey | —         | MPC                           |
| 462517     | 2008 XK8   | 28 out 2008 | Catalina     | CSS                 | —         | MPC                           |
| 462518     | 2008 XN14  | 24 set 2008 | Mount Lemmon | Mount Lemmon Survey | —         | MPC                           |
| 462519     | 2008 XZ26  | 31 out 2008 | Kitt Peak    | Spacewatch          | —         | MPC                           |
| 462520     | 2008 XO32  | 27 out 2008 | Kitt Peak    | Spacewatch          | —         | MPC                           |
| 462521     | 2008 XL38  | 2 dez 2008  | Kitt Peak    | Spacewatch          | —         | MPC                           |
| 462522     | 2008 XX45  | 4 dez 2008  | Mount Lemmon | Mount Lemmon Survey | —         | MPC                           |
| 462523     | 2008 YE66  | 29 dez 2008 | Mount Lemmon | Mount Lemmon Survey | —         | MPC                           |
| 462524     | 2008 YC95  | 4 mar 2006  | Catalina     | CSS                 | —         | MPC                           |
| 462525     | 2008 YZ95  | 29 dez 2008 | Kitt Peak    | Spacewatch          | —         | MPC                           |
| 462526     | 2008 YG104 | 22 dez 2008 | Kitt Peak    | Spacewatch          | —         | MPC                           |
| 462527     | 2008 YR116 | 21 dez 2008 | Mount Lemmon | Mount Lemmon Survey | —         | MPC                           |
| 462528     | 2008 YV142 | 30 dez 2008 | Kitt Peak    | Spacewatch          | —         | MPC                           |
| 462529     | 2008 YL156 | 29 dez 2008 | Mount Lemmon | Mount Lemmon Survey | —         | MPC                           |
| 462530     | 2008 YF160 | 30 dez 2008 | Mount Lemmon | Mount Lemmon Survey | —         | MPC                           |
| 462531     | 2008 YE171 | 22 dez 2008 | Kitt Peak    | Spacewatch          | Flora     | MPC                           |
| 462532     | 2009 AT39  | 22 dez 2008 | Mount Lemmon | Mount Lemmon Survey | —         | MPC                           |
| 462533     | 2009 AK40  | 22 dez 2008 | Mount Lemmon | Mount Lemmon Survey | —         | MPC                           |
| 462534     | 2009 BA20  | 29 dez 2008 | Kitt Peak    | Spacewatch          | —         | MPC                           |
| 462535     | 2009 BD48  | 2 jan 2009  | Kitt Peak    | Spacewatch          | —         | MPC                           |
| 462536     | 2009 BO49  | 16 jan 2009 | Kitt Peak    | Spacewatch          | —         | MPC                           |
| 462537     | 2009 BL88  | 25 jan 2009 | Kitt Peak    | Spacewatch          | —         | MPC                           |
| 462538     | 2009 BP89  | 25 jan 2009 | Kitt Peak    | Spacewatch          | —         | MPC                           |
| 462539     | 2009 BC91  | 30 dez 2008 | Mount Lemmon | Mount Lemmon Survey | —         | MPC                           |
| 462540     | 2009 BD93  | 25 jan 2009 | Kitt Peak    | Spacewatch          | —         | MPC                           |
| 462541     | 2009 BT105 | 25 jan 2009 | Kitt Peak    | Spacewatch          | —         | MPC                           |
| 462542     | 2009 BW114 | 15 jan 2009 | Kitt Peak    | Spacewatch          | —         | MPC                           |
| 462543     | 2009 BD117 | 29 jan 2009 | Mount Lemmon | Mount Lemmon Survey | —         | MPC                           |
| 462544     | 2009 BP142 | 30 jan 2009 | Kitt Peak    | Spacewatch          | —         | MPC                           |
| 462545     | 2009 BH155 | 1 jan 2009  | Mount Lemmon | Mount Lemmon Survey | —         | MPC                           |
| 462546     | 2009 BV165 | 31 jan 2009 | Kitt Peak    | Spacewatch          | —         | MPC                           |
| 462547     | 2009 BR171 | 17 jan 2009 | Kitt Peak    | Spacewatch          | —         | MPC                           |
| 462548     | 2009 BB183 | 25 jan 2009 | Kitt Peak    | Spacewatch          | —         | MPC                           |
| 462549     | 2009 BS184 | 24 nov 2008 | Mount Lemmon | Mount Lemmon Survey | —         | MPC                           |
| 462550     | 2009 CB3   | 4 fev 2009  | Mount Lemmon | Mount Lemmon Survey | —         | MPC                           |
| 462551     | 2009 CP14  | 3 jan 2009  | Mount Lemmon | Mount Lemmon Survey | —         | MPC                           |
| 462552     | 2009 CK18  | 3 fev 2009  | Mount Lemmon | Mount Lemmon Survey | —         | MPC                           |
| 462553     | 2009 CE19  | 17 jan 2009 | Mount Lemmon | Mount Lemmon Survey | —         | MPC                           |
| 462554     | 2009 CL27  | 1 fev 2009  | Kitt Peak    | Spacewatch          | —         | MPC                           |
| 462555     | 2009 CD42  | 15 jan 2009 | Kitt Peak    | Spacewatch          | —         | MPC                           |
| 462556     | 2009 CJ60  | 23 nov 2008 | Mount Lemmon | Mount Lemmon Survey | —         | MPC                           |
| 462557     | 2009 CS62  | 14 fev 2009 | Kitt Peak    | Spacewatch          | —         | MPC                           |
| 462558     | 2009 CO65  | 3 fev 2009  | Mount Lemmon | Mount Lemmon Survey | —         | MPC                           |
| 462559     | 2009 DD1   | 19 fev 2009 | Socorro      | LINEAR              | —         | MPC                           |
| 462560     | 2009 DM12  | 16 fev 2009 | Kitt Peak    | Spacewatch          | —         | MPC                           |
| 462561     | 2009 DS24  | 21 fev 2009 | Kitt Peak    | Spacewatch          | Flora     | MPC                           |
| 462562     | 2009 DH28  | 22 fev 2009 | Calar Alto   | F. Hormuth          | —         | MPC                           |
| 462563     | 2009 DK49  | 19 fev 2009 | Kitt Peak    | Spacewatch          | —         | MPC                           |
| 462564     | 2009 DP52  | 22 fev 2009 | Kitt Peak    | Spacewatch          | —         | MPC                           |
| 462565     | 2009 DC56  | 4 fev 2009  | Mount Lemmon | Mount Lemmon Survey | —         | MPC                           |
| 462566     | 2009 DC59  | 22 fev 2009 | Kitt Peak    | Spacewatch          | —         | MPC                           |
| 462567     | 2009 DW69  | 3 fev 2009  | Kitt Peak    | Spacewatch          | Flora     | MPC                           |
| 462568     | 2009 DT89  | 1 jan 2009  | Kitt Peak    | Spacewatch          | —         | MPC                           |
| 462569     | 2009 DU92  | 28 fev 2009 | Mount Lemmon | Mount Lemmon Survey | —         | MPC                           |
| 462570     | 2009 DU101 | 26 fev 2009 | Kitt Peak    | Spacewatch          | —         | MPC                           |
| 462571     | 2009 DA123 | 19 fev 2009 | Kitt Peak    | Spacewatch          | —         | MPC                           |
| 462572     | 2009 DT126 | 20 fev 2009 | Kitt Peak    | Spacewatch          | —         | MPC                           |
| 462573     | 2009 DW127 | 20 fev 2009 | Kitt Peak    | Spacewatch          | —         | MPC                           |
| 462574     | 2009 DB129 | 24 fev 2009 | Mount Lemmon | Mount Lemmon Survey | —         | MPC                           |
| 462575     | 2009 DV131 | 20 fev 2009 | Kitt Peak    | Spacewatch          | —         | MPC                           |
| 462576     | 2009 DM139 | 28 fev 2009 | Kitt Peak    | Spacewatch          | —         | MPC                           |
| 462577     | 2009 EZ2   | 5 mar 2009  | Cerro Burek  | Alianza S4 Obs.     | —         | MPC                           |
| 462578     | 2009 EX3   | 15 mar 2009 | La Sagra     | Mallorca Obs.       | —         | MPC                           |
| 462579     | 2009 EQ25  | 7 mar 2009  | Mount Lemmon | Mount Lemmon Survey | —         | MPC                           |
| 462580     | 2009 FR3   | 3 mar 2009  | Mount Lemmon | Mount Lemmon Survey | Mitidika  | MPC                           |
| 462581     | 2009 FE8   | 1 mar 2009  | Kitt Peak    | Spacewatch          | —         | MPC                           |
| 462582     | 2009 FX15  | 1 mar 2009  | Kitt Peak    | Spacewatch          | —         | MPC                           |
| 462583     | 2009 FO17  | 3 mar 2009  | Kitt Peak    | Spacewatch          | —         | MPC                           |
| 462584     | 2009 FR20  | 28 fev 2009 | Mount Lemmon | Mount Lemmon Survey | —         | MPC                           |
| 462585     | 2009 FP55  | 24 mar 2009 | Mount Lemmon | Mount Lemmon Survey | —         | MPC                           |
| 462586     | 2009 FN61  | 26 mar 2009 | Kitt Peak    | Spacewatch          | Mitidika  | MPC                           |
| 462587     | 2009 FB66  | 19 mar 2009 | Mount Lemmon | Mount Lemmon Survey | —         | MPC                           |
| 462588     | 2009 FX69  | 18 mar 2009 | Kitt Peak    | Spacewatch          | —         | MPC                           |
| 462589     | 2009 FE72  | 17 mar 2009 | La Sagra     | Mallorca Obs.       | —         | MPC                           |
| 462590     | 2009 FD77  | 19 mar 2009 | Mount Lemmon | Mount Lemmon Survey | —         | MPC                           |
| 462591     | 2009 GZ4   | 5 abr 2009  | Kitt Peak    | Spacewatch          | —         | MPC                           |
| 462592     | 2009 HC3   | 16 abr 2009 | Catalina     | CSS                 | —         | MPC                           |
| 462593     | 2009 HV3   | 20 out 2007 | Mount Lemmon | Mount Lemmon Survey | —         | MPC                           |
| 462594     | 2009 HH7   | 17 abr 2009 | Kitt Peak    | Spacewatch          | —         | MPC                           |
| 462595     | 2009 HN8   | 17 abr 2009 | Kitt Peak    | Spacewatch          | —         | MPC                           |
| 462596     | 2009 HN16  | 18 abr 2009 | Kitt Peak    | Spacewatch          | —         | MPC                           |
| 462597     | 2009 HL17  | 18 abr 2009 | Kitt Peak    | Spacewatch          | Mitidika  | MPC                           |
| 462598     | 2009 HA33  | 19 abr 2009 | Kitt Peak    | Spacewatch          | —         | MPC                           |
| 462599     | 2009 HB38  | 18 abr 2009 | Kitt Peak    | Spacewatch          | —         | MPC                           |
| 462600     | 2009 HJ41  | 18 mar 2009 | Kitt Peak    | Spacewatch          | —         | MPC                           |

## 462601–462700
| Designação | Designação | Descoberta  | Descoberta      | Descobridor(es)         | Categoria | Mais informações / Referência |
| Permanente | Provisória | Data        | Local           | Descobridor(es)         | Categoria | Mais informações / Referência |
| ---------- | ---------- | ----------- | --------------- | ----------------------- | --------- | ----------------------------- |
| 462601     | 2009 HF43  | 25 jul 2006 | Mount Lemmon    | Mount Lemmon Survey     | —         | MPC                           |
| 462602     | 2009 HW47  | 28 mar 2009 | Mount Lemmon    | Mount Lemmon Survey     | —         | MPC                           |
| 462603     | 2009 HE52  | 29 mar 2009 | Kitt Peak       | Spacewatch              | —         | MPC                           |
| 462604     | 2009 HA60  | 22 abr 2009 | Mount Lemmon    | Mount Lemmon Survey     | —         | MPC                           |
| 462605     | 2009 HM61  | 17 mar 2009 | Kitt Peak       | Spacewatch              | —         | MPC                           |
| 462606     | 2009 HG73  | 17 abr 2009 | Catalina        | CSS                     | —         | MPC                           |
| 462607     | 2009 HK79  | 26 abr 2009 | Kitt Peak       | Spacewatch              | —         | MPC                           |
| 462608     | 2009 HM90  | 8 abr 2002  | Kitt Peak       | Spacewatch              | —         | MPC                           |
| 462609     | 2009 HY94  | 29 abr 2009 | Cerro Burek     | Alianza S4 Obs.         | Mitidika  | MPC                           |
| 462610     | 2009 KC9   | 3 mar 2005  | Catalina        | CSS                     | —         | MPC                           |
| 462611     | 2009 KP11  | 1 mar 2009  | Mount Lemmon    | Mount Lemmon Survey     | —         | MPC                           |
| 462612     | 2009 LM    | 1 jun 2009  | Cerro Burek     | Alianza S4 Obs.         | —         | MPC                           |
| 462613     | 2009 MZ7   | 26 jun 2009 | La Sagra        | Mallorca Obs.           | —         | MPC                           |
| 462614     | 2009 OX7   | 27 jul 2009 | Kitt Peak       | Spacewatch              | —         | MPC                           |
| 462615     | 2009 OA12  | 27 jul 2009 | Kitt Peak       | Spacewatch              | —         | MPC                           |
| 462616     | 2009 OB25  | 28 jul 2009 | Catalina        | CSS                     | —         | MPC                           |
| 462617     | 2009 PK2   | 12 ago 2009 | La Sagra        | Mallorca Obs.           | —         | MPC                           |
| 462618     | 2009 PT7   | 15 ago 2009 | Kitt Peak       | Spacewatch              | —         | MPC                           |
| 462619     | 2009 PV8   | 15 ago 2009 | Catalina        | CSS                     | —         | MPC                           |
| 462620     | 2009 PJ17  | 15 ago 2009 | Kitt Peak       | Spacewatch              | —         | MPC                           |
| 462621     | 2009 PF18  | 15 ago 2009 | Kitt Peak       | Spacewatch              | —         | MPC                           |
| 462622     | 2009 QM16  | 16 ago 2009 | Kitt Peak       | Spacewatch              | —         | MPC                           |
| 462623     | 2009 QS16  | 31 jul 2009 | Catalina        | CSS                     | —         | MPC                           |
| 462624     | 2009 QS17  | 17 ago 2009 | Kitt Peak       | Spacewatch              | —         | MPC                           |
| 462625     | 2009 QZ19  | 19 ago 2009 | La Sagra        | Mallorca Obs.           | —         | MPC                           |
| 462626     | 2009 QY31  | 15 ago 2009 | Kitt Peak       | Spacewatch              | —         | MPC                           |
| 462627     | 2009 QE33  | 21 ago 2009 | Needville       | J. Dellinger, C. Sexton | —         | MPC                           |
| 462628     | 2009 QK52  | 16 ago 2009 | Kitt Peak       | Spacewatch              | —         | MPC                           |
| 462629     | 2009 QX53  | 18 ago 2009 | Kitt Peak       | Spacewatch              | —         | MPC                           |
| 462630     | 2009 QL58  | 16 ago 2009 | Kitt Peak       | Spacewatch              | —         | MPC                           |
| 462631     | 2009 RR3   | 13 set 2009 | Socorro         | LINEAR                  | —         | MPC                           |
| 462632     | 2009 RK10  | 12 set 2009 | Kitt Peak       | Spacewatch              | —         | MPC                           |
| 462633     | 2009 RV43  | 18 ago 2009 | Kitt Peak       | Spacewatch              | —         | MPC                           |
| 462634     | 2009 RA48  | 15 set 2009 | Kitt Peak       | Spacewatch              | —         | MPC                           |
| 462635     | 2009 RR66  | 29 ago 2009 | Kitt Peak       | Spacewatch              | —         | MPC                           |
| 462636     | 2009 RQ74  | 14 set 2009 | Socorro         | LINEAR                  | Eos       | MPC                           |
| 462637     | 2009 SL27  | 16 set 2009 | Kitt Peak       | Spacewatch              | —         | MPC                           |
| 462638     | 2009 SU38  | 16 set 2009 | Kitt Peak       | Spacewatch              | —         | MPC                           |
| 462639     | 2009 SS47  | 16 set 2009 | Kitt Peak       | Spacewatch              | —         | MPC                           |
| 462640     | 2009 SQ57  | 17 set 2009 | Kitt Peak       | Spacewatch              | —         | MPC                           |
| 462641     | 2009 SG62  | 20 mar 2007 | Mount Lemmon    | Mount Lemmon Survey     | —         | MPC                           |
| 462642     | 2009 SC112 | 18 set 2009 | Kitt Peak       | Spacewatch              | —         | MPC                           |
| 462643     | 2009 SX127 | 18 set 2009 | Kitt Peak       | Spacewatch              | —         | MPC                           |
| 462644     | 2009 SH134 | 18 set 2009 | Kitt Peak       | Spacewatch              | —         | MPC                           |
| 462645     | 2009 ST134 | 18 set 2009 | Kitt Peak       | Spacewatch              | —         | MPC                           |
| 462646     | 2009 SJ136 | 18 set 2009 | Kitt Peak       | Spacewatch              | —         | MPC                           |
| 462647     | 2009 SD142 | 26 mar 2003 | Anderson Mesa   | LONEOS                  | —         | MPC                           |
| 462648     | 2009 SP164 | 21 set 2009 | Kitt Peak       | Spacewatch              | —         | MPC                           |
| 462649     | 2009 SJ177 | 12 mar 2007 | Kitt Peak       | Spacewatch              | —         | MPC                           |
| 462650     | 2009 SQ184 | 21 set 2009 | Kitt Peak       | Spacewatch              | —         | MPC                           |
| 462651     | 2009 SA217 | 24 set 2009 | Kitt Peak       | Spacewatch              | —         | MPC                           |
| 462652     | 2009 SE238 | 27 out 2005 | Anderson Mesa   | LONEOS                  | —         | MPC                           |
| 462653     | 2009 SW240 | 18 set 2009 | Catalina        | CSS                     | —         | MPC                           |
| 462654     | 2009 SK261 | 22 set 2009 | Kitt Peak       | Spacewatch              | Eos       | MPC                           |
| 462655     | 2009 SC274 | 17 set 2009 | Kitt Peak       | Spacewatch              | —         | MPC                           |
| 462656     | 2009 SZ276 | 17 set 2009 | Kitt Peak       | Spacewatch              | Phocaea   | MPC                           |
| 462657     | 2009 SM295 | 1 out 2005  | Mount Lemmon    | Mount Lemmon Survey     | —         | MPC                           |
| 462658     | 2009 SL313 | 30 out 2005 | Kitt Peak       | Spacewatch              | —         | MPC                           |
| 462659     | 2009 SF332 | 24 out 2005 | Kitt Peak       | Spacewatch              | —         | MPC                           |
| 462660     | 2009 SV332 | 30 jul 2009 | Catalina        | CSS                     | —         | MPC                           |
| 462661     | 2009 SV334 | 18 set 2009 | Kitt Peak       | Spacewatch              | —         | MPC                           |
| 462662     | 2009 SM341 | 25 set 2009 | Kitt Peak       | Spacewatch              | —         | MPC                           |
| 462663     | 2009 SF343 | 17 set 2009 | Kitt Peak       | Spacewatch              | —         | MPC                           |
| 462664     | 2009 SA350 | 20 set 2009 | Kitt Peak       | Spacewatch              | —         | MPC                           |
| 462665     | 2009 SD351 | 28 set 2009 | Mount Lemmon    | Mount Lemmon Survey     | —         | MPC                           |
| 462666     | 2009 SF353 | 19 set 2009 | Kitt Peak       | Spacewatch              | —         | MPC                           |
| 462667     | 2009 TJ6   | 12 out 2009 | Mount Lemmon    | Mount Lemmon Survey     | —         | MPC                           |
| 462668     | 2009 TP6   | 18 set 2009 | Catalina        | CSS                     | —         | MPC                           |
| 462669     | 2009 TV20  | 22 set 2009 | Kitt Peak       | Spacewatch              | —         | MPC                           |
| 462670     | 2009 TO31  | 30 set 2009 | Mount Lemmon    | Mount Lemmon Survey     | —         | MPC                           |
| 462671     | 2009 TK38  | 22 set 2009 | Catalina        | CSS                     | —         | MPC                           |
| 462672     | 2009 TP41  | 12 out 2009 | Mount Lemmon    | Mount Lemmon Survey     | —         | MPC                           |
| 462673     | 2009 TS46  | 15 mar 2005 | Catalina        | CSS                     | —         | MPC                           |
| 462674     | 2009 UG23  | 17 out 2009 | La Sagra        | Mallorca Obs.           | —         | MPC                           |
| 462675     | 2009 UA31  | 12 set 2004 | Kitt Peak       | Spacewatch              | —         | MPC                           |
| 462676     | 2009 UO51  | 22 out 2009 | Mount Lemmon    | Mount Lemmon Survey     | —         | MPC                           |
| 462677     | 2009 UL56  | 2 fev 2006  | Kitt Peak       | Spacewatch              | —         | MPC                           |
| 462678     | 2009 UN57  | 18 set 1995 | Kitt Peak       | Spacewatch              | Henan     | MPC                           |
| 462679     | 2009 UO58  | 23 out 2009 | Mount Lemmon    | Mount Lemmon Survey     | —         | MPC                           |
| 462680     | 2009 UT85  | 23 out 2009 | Mount Lemmon    | Mount Lemmon Survey     | —         | MPC                           |
| 462681     | 2009 UX86  | 11 out 2009 | Mount Lemmon    | Mount Lemmon Survey     | —         | MPC                           |
| 462682     | 2009 UD93  | 26 out 2009 | Bisei SG Center | BATTeRS                 | —         | MPC                           |
| 462683     | 2009 UA97  | 22 out 2009 | Mount Lemmon    | Mount Lemmon Survey     | —         | MPC                           |
| 462684     | 2009 UT108 | 23 out 2009 | Kitt Peak       | Spacewatch              | —         | MPC                           |
| 462685     | 2009 UN143 | 18 out 2009 | Mount Lemmon    | Mount Lemmon Survey     | —         | MPC                           |
| 462686     | 2009 UR146 | 27 out 2009 | Kitt Peak       | Spacewatch              | —         | MPC                           |
| 462687     | 2009 UC148 | 18 out 2009 | Mount Lemmon    | Mount Lemmon Survey     | —         | MPC                           |
| 462688     | 2009 UH148 | 22 out 2009 | Mount Lemmon    | Mount Lemmon Survey     | —         | MPC                           |
| 462689     | 2009 UM149 | 26 out 2009 | Kitt Peak       | Spacewatch              | —         | MPC                           |
| 462690     | 2009 VW16  | 8 nov 2009  | Mount Lemmon    | Mount Lemmon Survey     | —         | MPC                           |
| 462691     | 2009 VE26  | 15 set 2009 | Kitt Peak       | Spacewatch              | —         | MPC                           |
| 462692     | 2009 VG31  | 9 mar 2005  | Catalina        | CSS                     | Juno      | MPC                           |
| 462693     | 2009 VC36  | 10 nov 2009 | Mount Lemmon    | Mount Lemmon Survey     | —         | MPC                           |
| 462694     | 2009 VZ42  | 21 out 2009 | Mount Lemmon    | Mount Lemmon Survey     | —         | MPC                           |
| 462695     | 2009 VA63  | 8 nov 2009  | Kitt Peak       | Spacewatch              | —         | MPC                           |
| 462696     | 2009 VF69  | 20 set 2009 | Kitt Peak       | Spacewatch              | —         | MPC                           |
| 462697     | 2009 VU71  | 11 nov 2009 | Kitt Peak       | Spacewatch              | —         | MPC                           |
| 462698     | 2009 VA73  | 17 set 2009 | Catalina        | CSS                     | —         | MPC                           |
| 462699     | 2009 VA76  | 12 nov 2009 | Modra           | Modra Obs.              | —         | MPC                           |
| 462700     | 2009 VV87  | 10 nov 2009 | Kitt Peak       | Spacewatch              | Brangane  | MPC                           |

## 462701–462800
| Designação | Designação | Descoberta  | Descoberta       | Descobridor(es)         | Categoria | Mais informações / Referência |
| Permanente | Provisória | Data        | Local            | Descobridor(es)         | Categoria | Mais informações / Referência |
| ---------- | ---------- | ----------- | ---------------- | ----------------------- | --------- | ----------------------------- |
| 462701     | 2009 VY88  | 26 out 2009 | Kitt Peak        | Spacewatch              | —         | MPC                           |
| 462702     | 2009 VZ88  | 11 nov 2009 | Kitt Peak        | Spacewatch              | —         | MPC                           |
| 462703     | 2009 VB103 | 23 out 2009 | Kitt Peak        | Spacewatch              | —         | MPC                           |
| 462704     | 2009 WM12  | 16 nov 2009 | Mount Lemmon     | Mount Lemmon Survey     | —         | MPC                           |
| 462705     | 2009 WX18  | 17 nov 2009 | Mount Lemmon     | Mount Lemmon Survey     | —         | MPC                           |
| 462706     | 2009 WZ31  | 16 nov 2009 | Kitt Peak        | Spacewatch              | —         | MPC                           |
| 462707     | 2009 WF36  | 21 set 2009 | Mount Lemmon     | Mount Lemmon Survey     | Brangane  | MPC                           |
| 462708     | 2009 WZ37  | 26 out 2009 | Mount Lemmon     | Mount Lemmon Survey     | —         | MPC                           |
| 462709     | 2009 WT52  | 17 nov 2009 | Needville        | C. Sexton, J. Dellinger | —         | MPC                           |
| 462710     | 2009 WQ65  | 17 nov 2009 | Mount Lemmon     | Mount Lemmon Survey     | —         | MPC                           |
| 462711     | 2009 WZ116 | 27 out 2009 | Kitt Peak        | Spacewatch              | —         | MPC                           |
| 462712     | 2009 WU118 | 20 nov 2009 | Kitt Peak        | Spacewatch              | —         | MPC                           |
| 462713     | 2009 WE121 | 29 set 2003 | Kitt Peak        | Spacewatch              | —         | MPC                           |
| 462714     | 2009 WQ127 | 1 fev 2006  | Kitt Peak        | Spacewatch              | —         | MPC                           |
| 462715     | 2009 WG139 | 26 nov 2009 | Mount Lemmon     | Mount Lemmon Survey     | —         | MPC                           |
| 462716     | 2009 WG174 | 10 nov 2009 | Kitt Peak        | Spacewatch              | —         | MPC                           |
| 462717     | 2009 WR215 | 25 set 2009 | Catalina         | CSS                     | —         | MPC                           |
| 462718     | 2009 WO239 | 17 nov 2009 | Kitt Peak        | Spacewatch              | —         | MPC                           |
| 462719     | 2009 WK261 | 16 nov 2009 | Socorro          | LINEAR                  | —         | MPC                           |
| 462720     | 2009 XZ17  | 16 nov 2009 | Mount Lemmon     | Mount Lemmon Survey     | —         | MPC                           |
| 462721     | 2009 XQ18  | 15 dez 2009 | Mount Lemmon     | Mount Lemmon Survey     | —         | MPC                           |
| 462722     | 2009 YF19  | 26 dez 2009 | Kitt Peak        | Spacewatch              | —         | MPC                           |
| 462723     | 2009 YK20  | 18 dez 2009 | Kitt Peak        | Spacewatch              | —         | MPC                           |
| 462724     | 2009 YO22  | 18 dez 2009 | Kitt Peak        | Spacewatch              | —         | MPC                           |
| 462725     | 2010 AP2   | 10 mar 2005 | Mount Lemmon     | Mount Lemmon Survey     | —         | MPC                           |
| 462726     | 2010 AK11  | 6 jan 2010  | Mount Lemmon     | Mount Lemmon Survey     | —         | MPC                           |
| 462727     | 2010 AB27  | 6 jan 2010  | Kitt Peak        | Spacewatch              | —         | MPC                           |
| 462728     | 2010 AM33  | 20 dez 2009 | Mount Lemmon     | Mount Lemmon Survey     | —         | MPC                           |
| 462729     | 2010 AZ36  | 7 jan 2010  | Kitt Peak        | Spacewatch              | —         | MPC                           |
| 462730     | 2010 AM48  | 8 jan 2010  | Kitt Peak        | Spacewatch              | —         | MPC                           |
| 462731     | 2010 AO52  | 8 jan 2010  | Mount Lemmon     | Mount Lemmon Survey     | —         | MPC                           |
| 462732     | 2010 AL58  | 11 jan 2010 | Kitt Peak        | Spacewatch              | —         | MPC                           |
| 462733     | 2010 AQ60  | 23 nov 2009 | Mount Lemmon     | Mount Lemmon Survey     | —         | MPC                           |
| 462734     | 2010 AZ61  | 7 jan 2010  | Catalina         | CSS                     | —         | MPC                           |
| 462735     | 2010 AD63  | 8 jan 2010  | Kitt Peak        | Spacewatch              | —         | MPC                           |
| 462736     | 2010 BL2   | 8 jan 2010  | WISE             | WISE                    | —         | MPC                           |
| 462737     | 2010 BF49  | 20 jan 2010 | WISE             | WISE                    | —         | MPC                           |
| 462738     | 2010 BV98  | 27 jan 2010 | WISE             | WISE                    | —         | MPC                           |
| 462739     | 2010 CD4   | 6 fev 2010  | Mount Lemmon     | Mount Lemmon Survey     | —         | MPC                           |
| 462740     | 2010 CU20  | 9 fev 2010  | Kitt Peak        | Spacewatch              | —         | MPC                           |
| 462741     | 2010 CR25  | 9 fev 2010  | Mount Lemmon     | Mount Lemmon Survey     | —         | MPC                           |
| 462742     | 2010 CO38  | 13 fev 2010 | Catalina         | CSS                     | —         | MPC                           |
| 462743     | 2010 CO56  | 12 fev 2010 | Socorro          | LINEAR                  | —         | MPC                           |
| 462744     | 2010 CH68  | 10 fev 2010 | Kitt Peak        | Spacewatch              | —         | MPC                           |
| 462745     | 2010 CL80  | 13 fev 2010 | Mount Lemmon     | Mount Lemmon Survey     | —         | MPC                           |
| 462746     | 2010 CM80  | 13 fev 2010 | Mount Lemmon     | Mount Lemmon Survey     | —         | MPC                           |
| 462747     | 2010 CQ83  | 14 fev 2010 | Mount Lemmon     | Mount Lemmon Survey     | —         | MPC                           |
| 462748     | 2010 CZ109 | 14 fev 2010 | Mount Lemmon     | Mount Lemmon Survey     | —         | MPC                           |
| 462749     | 2010 CE113 | 8 jan 1999  | Kitt Peak        | Spacewatch              | —         | MPC                           |
| 462750     | 2010 CU137 | 9 fev 2010  | Kitt Peak        | Spacewatch              | —         | MPC                           |
| 462751     | 2010 CU146 | 13 fev 2010 | Mount Lemmon     | Mount Lemmon Survey     | —         | MPC                           |
| 462752     | 2010 CA155 | 15 fev 2010 | Catalina         | CSS                     | —         | MPC                           |
| 462753     | 2010 CR158 | 15 fev 2010 | Mount Lemmon     | Mount Lemmon Survey     | —         | MPC                           |
| 462754     | 2010 CG167 | 11 jan 2010 | Kitt Peak        | Spacewatch              | —         | MPC                           |
| 462755     | 2010 CW167 | 15 fev 2010 | Catalina         | CSS                     | —         | MPC                           |
| 462756     | 2010 DQ1   | 17 fev 2010 | Sternwarte Hagen | M. Klein                | —         | MPC                           |
| 462757     | 2010 DX4   | 10 jan 2010 | Kitt Peak        | Spacewatch              | —         | MPC                           |
| 462758     | 2010 DF13  | 30 set 2003 | Kitt Peak        | Spacewatch              | —         | MPC                           |
| 462759     | 2010 DH31  | 5 mar 2006  | Kitt Peak        | Spacewatch              | Brangane  | MPC                           |
| 462760     | 2010 DJ35  | 17 jan 2004 | Kitt Peak        | Spacewatch              | —         | MPC                           |
| 462761     | 2010 DK36  | 16 fev 2010 | Mount Lemmon     | Mount Lemmon Survey     | —         | MPC                           |
| 462762     | 2010 DA44  | 6 fev 2010  | Kitt Peak        | Spacewatch              | —         | MPC                           |
| 462763     | 2010 DG44  | 6 fev 2010  | Kitt Peak        | Spacewatch              | —         | MPC                           |
| 462764     | 2010 DP76  | 18 fev 2010 | Catalina         | CSS                     | —         | MPC                           |
| 462765     | 2010 EN12  | 8 mar 2010  | Taunus           | S. Karge, E. Schwab     | —         | MPC                           |
| 462766     | 2010 EP36  | 13 jan 2010 | WISE             | WISE                    | —         | MPC                           |
| 462767     | 2010 EW43  | 22 dez 2003 | Kitt Peak        | Spacewatch              | —         | MPC                           |
| 462768     | 2010 EB81  | 15 out 2007 | Kitt Peak        | Spacewatch              | —         | MPC                           |
| 462769     | 2010 EC94  | 14 mar 2010 | Mount Lemmon     | Mount Lemmon Survey     | —         | MPC                           |
| 462770     | 2010 EP127 | 20 dez 2009 | Mount Lemmon     | Mount Lemmon Survey     | —         | MPC                           |
| 462771     | 2010 EC128 | 8 mai 2005  | Kitt Peak        | Spacewatch              | —         | MPC                           |
| 462772     | 2010 EU130 | 12 jan 2010 | WISE             | WISE                    | —         | MPC                           |
| 462773     | 2010 FU48  | 26 mar 2000 | Anderson Mesa    | LONEOS                  | —         | MPC                           |
| 462774     | 2010 FG90  | 17 set 2006 | Kitt Peak        | Spacewatch              | —         | MPC                           |
| 462775     | 2010 GY6   | 6 abr 2010  | Catalina         | CSS                     | —         | MPC                           |
| 462776     | 2010 GM33  | 16 out 1995 | Kitt Peak        | Spacewatch              | —         | MPC                           |
| 462777     | 2010 GM109 | 13 mai 2005 | Mount Lemmon     | Mount Lemmon Survey     | —         | MPC                           |
| 462778     | 2010 GJ110 | 18 fev 2010 | Mount Lemmon     | Mount Lemmon Survey     | —         | MPC                           |
| 462779     | 2010 GX118 | 11 abr 2010 | Kitt Peak        | Spacewatch              | —         | MPC                           |
| 462780     | 2010 GU146 | 9 abr 2010  | Catalina         | CSS                     | —         | MPC                           |
| 462781     | 2010 GC154 | 6 jan 2010  | Kitt Peak        | Spacewatch              | —         | MPC                           |
| 462782     | 2010 GD172 | 4 abr 2010  | Palomar          | PTF                     | —         | MPC                           |
| 462783     | 2010 HB33  | 7 abr 2010  | Mount Lemmon     | Mount Lemmon Survey     | —         | MPC                           |
| 462784     | 2010 HO49  | 17 abr 2005 | Kitt Peak        | Spacewatch              | —         | MPC                           |
| 462785     | 2010 JU29  | 8 abr 2010  | Kitt Peak        | Spacewatch              | —         | MPC                           |
| 462786     | 2010 KT6   | 13 fev 2010 | Catalina         | CSS                     | —         | MPC                           |
| 462787     | 2010 KU39  | 19 mai 2010 | Catalina         | CSS                     | —         | MPC                           |
| 462788     | 2010 LS76  | 14 out 2001 | Apache Point     | SDSS                    | —         | MPC                           |
| 462789     | 2010 LY96  | 13 jun 2010 | WISE             | WISE                    | —         | MPC                           |
| 462790     | 2010 MH103 | 30 jun 2010 | WISE             | WISE                    | —         | MPC                           |
| 462791     | 2010 NG28  | 7 jul 2010  | WISE             | WISE                    | —         | MPC                           |
| 462792     | 2010 OP29  | 19 jul 2010 | WISE             | WISE                    | —         | MPC                           |
| 462793     | 2010 OG87  | 19 mar 2009 | Mount Lemmon     | Mount Lemmon Survey     | —         | MPC                           |
| 462794     | 2010 OM121 | 30 jul 2010 | WISE             | WISE                    | —         | MPC                           |
| 462795     | 2010 OV123 | 31 jul 2010 | WISE             | WISE                    | —         | MPC                           |
| 462796     | 2010 PY1   | 3 nov 2000  | Kitt Peak        | Spacewatch              | —         | MPC                           |
| 462797     | 2010 PY21  | 4 ago 2010  | WISE             | WISE                    | —         | MPC                           |
| 462798     | 2010 PD40  | 6 ago 2010  | WISE             | WISE                    | —         | MPC                           |
| 462799     | 2010 PT58  | 9 ago 2010  | Socorro          | LINEAR                  | —         | MPC                           |
| 462800     | 2010 PT59  | 20 jun 2010 | Mount Lemmon     | Mount Lemmon Survey     | —         | MPC                           |

## 462801–462900
| Designação | Designação | Descoberta  | Descoberta      | Descobridor(es)     | Categoria | Mais informações / Referência |
| Permanente | Provisória | Data        | Local           | Descobridor(es)     | Categoria | Mais informações / Referência |
| ---------- | ---------- | ----------- | --------------- | ------------------- | --------- | ----------------------------- |
| 462801     | 2010 PX62  | 11 ago 2010 | Socorro         | LINEAR              | —         | MPC                           |
| 462802     | 2010 PR74  | 11 ago 2010 | La Sagra        | Mallorca Obs.       | —         | MPC                           |
| 462803     | 2010 PC76  | 10 ago 2010 | Kitt Peak       | Spacewatch          | —         | MPC                           |
| 462804     | 2010 QU    | 19 ago 2010 | Kitt Peak       | Spacewatch          | —         | MPC                           |
| 462805     | 2010 QR3   | 16 ago 2010 | La Sagra        | Mallorca Obs.       | —         | MPC                           |
| 462806     | 2010 RB2   | 1 set 2010  | Socorro         | LINEAR              | —         | MPC                           |
| 462807     | 2010 RZ50  | 27 set 2003 | Kitt Peak       | Spacewatch          | —         | MPC                           |
| 462808     | 2010 RG60  | 13 nov 2006 | Catalina        | CSS                 | Phocaea   | MPC                           |
| 462809     | 2010 RY60  | 18 set 2003 | Kitt Peak       | Spacewatch          | —         | MPC                           |
| 462810     | 2010 RU70  | 9 set 2010  | Kitt Peak       | Spacewatch          | —         | MPC                           |
| 462811     | 2010 RY71  | 10 set 2010 | La Sagra        | Mallorca Obs.       | —         | MPC                           |
| 462812     | 2010 RM78  | 20 set 2003 | Kitt Peak       | Spacewatch          | —         | MPC                           |
| 462813     | 2010 RU78  | 2 set 2010  | Mount Lemmon    | Mount Lemmon Survey | —         | MPC                           |
| 462814     | 2010 RF102 | 10 set 2010 | Kitt Peak       | Spacewatch          | —         | MPC                           |
| 462815     | 2010 RS102 | 10 set 2010 | Kitt Peak       | Spacewatch          | —         | MPC                           |
| 462816     | 2010 RZ102 | 19 abr 2006 | Kitt Peak       | Spacewatch          | —         | MPC                           |
| 462817     | 2010 RZ107 | 10 set 2010 | Kitt Peak       | Spacewatch          | —         | MPC                           |
| 462818     | 2010 RE115 | 11 set 2010 | Kitt Peak       | Spacewatch          | —         | MPC                           |
| 462819     | 2010 RQ139 | 4 set 2010  | Mount Lemmon    | Mount Lemmon Survey | —         | MPC                           |
| 462820     | 2010 RG152 | 16 set 2003 | Kitt Peak       | Spacewatch          | —         | MPC                           |
| 462821     | 2010 RH167 | 2 set 2010  | Črni Vrh        | Črni Vrh            | —         | MPC                           |
| 462822     | 2010 RT171 | 2 mar 2006  | Kitt Peak       | Spacewatch          | —         | MPC                           |
| 462823     | 2010 SE5   | 16 set 2010 | Kitt Peak       | Spacewatch          | —         | MPC                           |
| 462824     | 2010 SG9   | 28 set 2003 | Kitt Peak       | Spacewatch          | —         | MPC                           |
| 462825     | 2010 SP11  | 1 jan 2008  | Mount Lemmon    | Mount Lemmon Survey | —         | MPC                           |
| 462826     | 2010 SE18  | 2 abr 2006  | Kitt Peak       | Spacewatch          | —         | MPC                           |
| 462827     | 2010 SP19  | 23 out 2003 | Kitt Peak       | Spacewatch          | —         | MPC                           |
| 462828     | 2010 SN30  | 9 set 2010  | Kitt Peak       | Spacewatch          | —         | MPC                           |
| 462829     | 2010 SR32  | 30 set 2010 | Mount Lemmon    | Mount Lemmon Survey | —         | MPC                           |
| 462830     | 2010 TB21  | 17 out 2006 | Kitt Peak       | Spacewatch          | —         | MPC                           |
| 462831     | 2010 TQ31  | 2 out 2010  | Kitt Peak       | Spacewatch          | —         | MPC                           |
| 462832     | 2010 TE70  | 20 abr 2009 | Mount Lemmon    | Mount Lemmon Survey | —         | MPC                           |
| 462833     | 2010 TR84  | 11 set 2010 | Kitt Peak       | Spacewatch          | —         | MPC                           |
| 462834     | 2010 TL99  | 16 set 2010 | Kitt Peak       | Spacewatch          | —         | MPC                           |
| 462835     | 2010 TQ109 | 16 set 2010 | Kitt Peak       | Spacewatch          | —         | MPC                           |
| 462836     | 2010 TY115 | 16 set 2010 | Mount Lemmon    | Mount Lemmon Survey | —         | MPC                           |
| 462837     | 2010 TH150 | 6 out 1999  | Socorro         | LINEAR              | —         | MPC                           |
| 462838     | 2010 TV150 | 3 nov 2003  | Apache Point    | SDSS                | —         | MPC                           |
| 462839     | 2010 TM165 | 20 out 2006 | Mount Lemmon    | Mount Lemmon Survey | —         | MPC                           |
| 462840     | 2010 TR168 | 13 out 2010 | Catalina        | CSS                 | —         | MPC                           |
| 462841     | 2010 TA174 | 7 out 2010  | Catalina        | CSS                 | —         | MPC                           |
| 462842     | 2010 TK188 | 17 dez 2006 | Catalina        | CSS                 | —         | MPC                           |
| 462843     | 2010 UH13  | 28 mar 2009 | Kitt Peak       | Spacewatch          | —         | MPC                           |
| 462844     | 2010 UG16  | 16 nov 2006 | Mount Lemmon    | Mount Lemmon Survey | —         | MPC                           |
| 462845     | 2010 UE26  | 28 out 2010 | Mount Lemmon    | Mount Lemmon Survey | —         | MPC                           |
| 462846     | 2010 UT29  | 17 out 2010 | Catalina        | CSS                 | Iannini   | MPC                           |
| 462847     | 2010 US33  | 14 nov 2006 | Mount Lemmon    | Mount Lemmon Survey | —         | MPC                           |
| 462848     | 2010 UO37  | 29 out 2010 | Catalina        | CSS                 | —         | MPC                           |
| 462849     | 2010 UB46  | 17 ago 2006 | Palomar         | NEAT                | —         | MPC                           |
| 462850     | 2010 UA49  | 31 out 2010 | Mount Lemmon    | Mount Lemmon Survey | —         | MPC                           |
| 462851     | 2010 UZ49  | 22 abr 2009 | Kitt Peak       | Spacewatch          | —         | MPC                           |
| 462852     | 2010 UH73  | 23 nov 1997 | Kitt Peak       | Spacewatch          | —         | MPC                           |
| 462853     | 2010 UV76  | 30 out 2010 | Kitt Peak       | Spacewatch          | Phocaea   | MPC                           |
| 462854     | 2010 UU79  | 23 nov 2006 | Mount Lemmon    | Mount Lemmon Survey | —         | MPC                           |
| 462855     | 2010 UY95  | 21 mar 2004 | Kitt Peak       | Spacewatch          | —         | MPC                           |
| 462856     | 2010 UR107 | 22 jul 2010 | WISE            | WISE                | —         | MPC                           |
| 462857     | 2010 VL16  | 12 out 2010 | Mount Lemmon    | Mount Lemmon Survey | —         | MPC                           |
| 462858     | 2010 VM18  | 12 out 2010 | Mount Lemmon    | Mount Lemmon Survey | —         | MPC                           |
| 462859     | 2010 VG23  | 12 out 2010 | Mount Lemmon    | Mount Lemmon Survey | —         | MPC                           |
| 462860     | 2010 VH29  | 24 nov 2006 | Kitt Peak       | Spacewatch          | —         | MPC                           |
| 462861     | 2010 VP33  | 3 set 2010  | Mount Lemmon    | Mount Lemmon Survey | —         | MPC                           |
| 462862     | 2010 VO37  | 12 out 2010 | Mount Lemmon    | Mount Lemmon Survey | —         | MPC                           |
| 462863     | 2010 VC42  | 1 nov 2006  | Mount Lemmon    | Mount Lemmon Survey | —         | MPC                           |
| 462864     | 2010 VX45  | 20 nov 2006 | Kitt Peak       | Spacewatch          | —         | MPC                           |
| 462865     | 2010 VD46  | 14 out 2010 | Mount Lemmon    | Mount Lemmon Survey | —         | MPC                           |
| 462866     | 2010 VJ71  | 27 ago 2006 | Anderson Mesa   | LONEOS              | —         | MPC                           |
| 462867     | 2010 VF83  | 5 nov 2010  | Kitt Peak       | Spacewatch          | —         | MPC                           |
| 462868     | 2010 VT88  | 29 out 2010 | Kitt Peak       | Spacewatch          | —         | MPC                           |
| 462869     | 2010 VR89  | 20 nov 2006 | Kitt Peak       | Spacewatch          | —         | MPC                           |
| 462870     | 2010 VT91  | 21 nov 2006 | Mount Lemmon    | Mount Lemmon Survey | —         | MPC                           |
| 462871     | 2010 VB93  | 1 out 2010  | Mount Lemmon    | Mount Lemmon Survey | —         | MPC                           |
| 462872     | 2010 VQ96  | 8 nov 2010  | Purple Mountain | Mount Lemmon Survey | —         | MPC                           |
| 462873     | 2010 VR96  | 8 nov 2010  | XuYi            | PMO NEO             | —         | MPC                           |
| 462874     | 2010 VC106 | 28 out 2010 | Mount Lemmon    | Mount Lemmon Survey | —         | MPC                           |
| 462875     | 2010 VL110 | 18 nov 2006 | Kitt Peak       | Spacewatch          | —         | MPC                           |
| 462876     | 2010 VH114 | 13 out 2010 | Mount Lemmon    | Mount Lemmon Survey | —         | MPC                           |
| 462877     | 2010 VQ135 | 1 nov 2010  | Kitt Peak       | Spacewatch          | —         | MPC                           |
| 462878     | 2010 VX149 | 5 set 2010  | Mount Lemmon    | Mount Lemmon Survey | —         | MPC                           |
| 462879     | 2010 VA157 | 9 out 2010  | Mount Lemmon    | Mount Lemmon Survey | —         | MPC                           |
| 462880     | 2010 VU176 | 5 nov 2010  | Catalina        | CSS                 | —         | MPC                           |
| 462881     | 2010 VH185 | 30 out 2010 | Mount Lemmon    | Mount Lemmon Survey | —         | MPC                           |
| 462882     | 2010 VW198 | 28 out 2010 | Kitt Peak       | Spacewatch          | —         | MPC                           |
| 462883     | 2010 VT203 | 30 set 2010 | Mount Lemmon    | Mount Lemmon Survey | —         | MPC                           |
| 462884     | 2010 VL214 | 13 nov 2006 | Kitt Peak       | Spacewatch          | —         | MPC                           |
| 462885     | 2010 VL215 | 16 nov 2006 | Kitt Peak       | Spacewatch          | —         | MPC                           |
| 462886     | 2010 VD218 | 4 out 2006  | Mount Lemmon    | Mount Lemmon Survey | —         | MPC                           |
| 462887     | 2010 VD220 | 23 nov 2006 | Kitt Peak       | Spacewatch          | —         | MPC                           |
| 462888     | 2010 WJ2   | 17 nov 2006 | Mount Lemmon    | Mount Lemmon Survey | —         | MPC                           |
| 462889     | 2010 WL9   | 14 nov 2010 | Mount Lemmon    | Mount Lemmon Survey | —         | MPC                           |
| 462890     | 2010 WW11  | 9 out 2010  | Mount Lemmon    | Mount Lemmon Survey | —         | MPC                           |
| 462891     | 2010 WO17  | 27 nov 2010 | Mount Lemmon    | Mount Lemmon Survey | —         | MPC                           |
| 462892     | 2010 WB26  | 2 nov 2010  | Kitt Peak       | Spacewatch          | —         | MPC                           |
| 462893     | 2010 WG29  | 9 dez 2006  | Kitt Peak       | Spacewatch          | —         | MPC                           |
| 462894     | 2010 WO34  | 27 nov 2010 | Mount Lemmon    | Mount Lemmon Survey | —         | MPC                           |
| 462895     | 2010 WH63  | 2 nov 2010  | Kitt Peak       | Spacewatch          | —         | MPC                           |
| 462896     | 2010 XG1   | 19 set 2001 | Apache Point    | SDSS                | —         | MPC                           |
| 462897     | 2010 XD23  | 15 nov 2010 | Kitt Peak       | Spacewatch          | —         | MPC                           |
| 462898     | 2010 XT34  | 12 nov 2010 | Mount Lemmon    | Mount Lemmon Survey | —         | MPC                           |
| 462899     | 2010 XP43  | 6 dez 2010  | Mount Lemmon    | Mount Lemmon Survey | —         | MPC                           |
| 462900     | 2010 XK44  | 25 nov 2006 | Kitt Peak       | Spacewatch          | —         | MPC                           |

## 462901–463000
| Designação | Designação | Descoberta  | Descoberta   | Descobridor(es)     | Categoria | Mais informações / Referência |
| Permanente | Provisória | Data        | Local        | Descobridor(es)     | Categoria | Mais informações / Referência |
| ---------- | ---------- | ----------- | ------------ | ------------------- | --------- | ----------------------------- |
| 462901     | 2010 XL44  | 12 dez 2006 | Kitt Peak    | Spacewatch          | —         | MPC                           |
| 462902     | 2010 XZ46  | 5 set 2000  | Apache Point | SDSS                | —         | MPC                           |
| 462903     | 2010 XR48  | 6 dez 2010  | Catalina     | CSS                 | Meliboea  | MPC                           |
| 462904     | 2010 XA58  | 25 nov 2006 | Kitt Peak    | Spacewatch          | —         | MPC                           |
| 462905     | 2010 XK63  | 16 mar 2007 | Kitt Peak    | Spacewatch          | —         | MPC                           |
| 462906     | 2010 XL67  | 11 mar 2003 | Kitt Peak    | Spacewatch          | —         | MPC                           |
| 462907     | 2010 XC71  | 29 out 2010 | Mount Lemmon | Mount Lemmon Survey | —         | MPC                           |
| 462908     | 2010 XC75  | 2 dez 2010  | Mount Lemmon | Mount Lemmon Survey | —         | MPC                           |
| 462909     | 2010 XW77  | 8 nov 2010  | Kitt Peak    | Spacewatch          | —         | MPC                           |
| 462910     | 2010 XH80  | 17 nov 2006 | Mount Lemmon | Mount Lemmon Survey | —         | MPC                           |
| 462911     | 2010 YC4   | 29 dez 2010 | Catalina     | CSS                 | —         | MPC                           |
| 462912     | 2011 AY1   | 3 dez 2010  | Kitt Peak    | Spacewatch          | —         | MPC                           |
| 462913     | 2011 AJ9   | 7 nov 2010  | Mount Lemmon | Mount Lemmon Survey | —         | MPC                           |
| 462914     | 2011 AZ13  | 5 jan 2011  | Catalina     | CSS                 | —         | MPC                           |
| 462915     | 2011 AC21  | 28 jan 2007 | Kitt Peak    | Spacewatch          | —         | MPC                           |
| 462916     | 2011 AM38  | 8 fev 2002  | Kitt Peak    | Spacewatch          | —         | MPC                           |
| 462917     | 2011 AB61  | 11 nov 2010 | Mount Lemmon | Mount Lemmon Survey | —         | MPC                           |
| 462918     | 2011 AQ66  | 14 jan 2011 | Kitt Peak    | Spacewatch          | Brangane  | MPC                           |
| 462919     | 2011 AD68  | 9 jan 2006  | Kitt Peak    | Spacewatch          | —         | MPC                           |
| 462920     | 2011 AH77  | 14 mar 2007 | Catalina     | CSS                 | Phocaea   | MPC                           |
| 462921     | 2011 BF5   | 6 fev 2002  | Palomar      | NEAT                | —         | MPC                           |
| 462922     | 2011 BL6   | 23 out 2005 | Catalina     | CSS                 | —         | MPC                           |
| 462923     | 2011 BF9   | 16 jan 2011 | Mount Lemmon | Mount Lemmon Survey | —         | MPC                           |
| 462924     | 2011 BP13  | 8 jan 2011  | Mount Lemmon | Mount Lemmon Survey | —         | MPC                           |
| 462925     | 2011 BK14  | 8 mai 2002  | Socorro      | LINEAR              | —         | MPC                           |
| 462926     | 2011 BF15  | 13 jan 2011 | Catalina     | CSS                 | —         | MPC                           |
| 462927     | 2011 BA26  | 20 nov 2000 | Apache Point | SDSS                | —         | MPC                           |
| 462928     | 2011 BL29  | 8 jan 2011  | Mount Lemmon | Mount Lemmon Survey | —         | MPC                           |
| 462929     | 2011 BR29  | 11 dez 2010 | Kitt Peak    | Spacewatch          | —         | MPC                           |
| 462930     | 2011 BP30  | 8 dez 2010  | Mount Lemmon | Mount Lemmon Survey | —         | MPC                           |
| 462931     | 2011 BD37  | 16 jan 2010 | WISE         | WISE                | —         | MPC                           |
| 462932     | 2011 BW51  | 7 jan 2006  | Kitt Peak    | Spacewatch          | —         | MPC                           |
| 462933     | 2011 BY60  | 13 dez 2010 | Mount Lemmon | Mount Lemmon Survey | —         | MPC                           |
| 462934     | 2011 BP62  | 13 jan 2002 | Socorro      | LINEAR              | —         | MPC                           |
| 462935     | 2011 BT75  | 11 mai 2007 | Kitt Peak    | Spacewatch          | —         | MPC                           |
| 462936     | 2011 BS84  | 19 dez 2001 | Palomar      | NEAT                | —         | MPC                           |
| 462937     | 2011 BN86  | 27 jan 2011 | Mount Lemmon | Mount Lemmon Survey | —         | MPC                           |
| 462938     | 2011 BB98  | 27 mar 2003 | Kitt Peak    | Spacewatch          | —         | MPC                           |
| 462939     | 2011 BY104 | 25 out 2009 | Kitt Peak    | Spacewatch          | —         | MPC                           |
| 462940     | 2011 BJ106 | 30 out 2005 | Catalina     | CSS                 | —         | MPC                           |
| 462941     | 2011 BQ107 | 17 jan 2010 | WISE         | WISE                | —         | MPC                           |
| 462942     | 2011 BT116 | 5 dez 2010  | Mount Lemmon | Mount Lemmon Survey | —         | MPC                           |
| 462943     | 2011 BQ130 | 7 set 2004  | Kitt Peak    | Spacewatch          | —         | MPC                           |
| 462944     | 2011 BO152 | 25 dez 2005 | Kitt Peak    | Spacewatch          | —         | MPC                           |
| 462945     | 2011 CS10  | 9 dez 2010  | Mount Lemmon | Mount Lemmon Survey | —         | MPC                           |
| 462946     | 2011 CY11  | 15 set 2009 | Kitt Peak    | Spacewatch          | —         | MPC                           |
| 462947     | 2011 CW16  | 10 fev 2002 | Socorro      | LINEAR              | —         | MPC                           |
| 462948     | 2011 CY19  | 16 mar 2007 | Mount Lemmon | Mount Lemmon Survey | —         | MPC                           |
| 462949     | 2011 CQ20  | 25 nov 2005 | Mount Lemmon | Mount Lemmon Survey | —         | MPC                           |
| 462950     | 2011 CV24  | 22 mai 2003 | Kitt Peak    | Spacewatch          | —         | MPC                           |
| 462951     | 2011 CM49  | 12 jan 2011 | Mount Lemmon | Mount Lemmon Survey | —         | MPC                           |
| 462952     | 2011 CD63  | 30 jan 2011 | Mount Lemmon | Mount Lemmon Survey | —         | MPC                           |
| 462953     | 2011 CK63  | 24 out 2009 | Kitt Peak    | Spacewatch          | —         | MPC                           |
| 462954     | 2011 CC64  | 27 jan 2011 | Kitt Peak    | Spacewatch          | —         | MPC                           |
| 462955     | 2011 CX65  | 7 set 2008  | Mount Lemmon | Mount Lemmon Survey | —         | MPC                           |
| 462956     | 2011 CR71  | 26 out 2009 | Mount Lemmon | Mount Lemmon Survey | —         | MPC                           |
| 462957     | 2011 CA101 | 14 abr 2007 | Mount Lemmon | Mount Lemmon Survey | —         | MPC                           |
| 462958     | 2011 CT110 | 29 jul 2008 | Mount Lemmon | Mount Lemmon Survey | Brangane  | MPC                           |
| 462959     | 2011 DU    | 22 fev 2011 | Kitt Peak    | Spacewatch          | —         | MPC                           |
| 462960     | 2011 DT8   | 8 jan 2011  | Mount Lemmon | Mount Lemmon Survey | —         | MPC                           |
| 462961     | 2011 DP30  | 22 out 2009 | Mount Lemmon | Mount Lemmon Survey | —         | MPC                           |
| 462962     | 2011 DV45  | 16 ago 2001 | Palomar      | NEAT                | —         | MPC                           |
| 462963     | 2011 DQ50  | 4 fev 2006  | Kitt Peak    | Spacewatch          | —         | MPC                           |
| 462964     | 2011 DE51  | 6 jan 2006  | Catalina     | CSS                 | —         | MPC                           |
| 462965     | 2011 EF4   | 4 mar 2006  | Mount Lemmon | Mount Lemmon Survey | —         | MPC                           |
| 462966     | 2011 EF25  | 5 mar 2011  | Kitt Peak    | Spacewatch          | —         | MPC                           |
| 462967     | 2011 EY27  | 23 fev 2011 | Kitt Peak    | Spacewatch          | —         | MPC                           |
| 462968     | 2011 EJ30  | 24 fev 2006 | Palomar      | NEAT                | —         | MPC                           |
| 462969     | 2011 ES38  | 12 mar 2010 | WISE         | WISE                | —         | MPC                           |
| 462970     | 2011 EK43  | 30 set 2007 | Kitt Peak    | Spacewatch          | —         | MPC                           |
| 462971     | 2011 EY56  | 26 nov 2003 | Kitt Peak    | Spacewatch          | —         | MPC                           |
| 462972     | 2011 EA57  | 20 set 2003 | Palomar      | NEAT                | —         | MPC                           |
| 462973     | 2011 EL61  | 12 mar 2011 | Mount Lemmon | Mount Lemmon Survey | —         | MPC                           |
| 462974     | 2011 EC67  | 27 set 2003 | Kitt Peak    | Spacewatch          | —         | MPC                           |
| 462975     | 2011 EC69  | 28 jan 2000 | Kitt Peak    | Spacewatch          | —         | MPC                           |
| 462976     | 2011 ER69  | 10 mar 2011 | Kitt Peak    | Spacewatch          | —         | MPC                           |
| 462977     | 2011 EP77  | 28 jan 2000 | Kitt Peak    | Spacewatch          | —         | MPC                           |
| 462978     | 2011 EV78  | 4 abr 2010  | WISE         | WISE                | —         | MPC                           |
| 462979     | 2011 EH79  | 14 mar 2011 | Mount Lemmon | Mount Lemmon Survey | —         | MPC                           |
| 462980     | 2011 EP82  | 3 set 2008  | Kitt Peak    | Spacewatch          | —         | MPC                           |
| 462981     | 2011 EE83  | 4 fev 2006  | Kitt Peak    | Spacewatch          | —         | MPC                           |
| 462982     | 2011 EV83  | 7 out 2004  | Kitt Peak    | Spacewatch          | Eos       | MPC                           |
| 462983     | 2011 FL    | 16 dez 2004 | Kitt Peak    | Spacewatch          | Brangane  | MPC                           |
| 462984     | 2011 FW    | 9 fev 2006  | Palomar      | NEAT                | Eos       | MPC                           |
| 462985     | 2011 FM8   | 26 set 2008 | Kitt Peak    | Spacewatch          | Brangane  | MPC                           |
| 462986     | 2011 FL12  | 26 mar 2011 | Kitt Peak    | Spacewatch          | —         | MPC                           |
| 462987     | 2011 FC13  | 10 set 2007 | Kitt Peak    | Spacewatch          | —         | MPC                           |
| 462988     | 2011 FG26  | 14 mar 2011 | Catalina     | CSS                 | —         | MPC                           |
| 462989     | 2011 FO33  | 25 out 2008 | Kitt Peak    | Spacewatch          | Brangane  | MPC                           |
| 462990     | 2011 FW33  | 28 mar 2011 | Mount Lemmon | Mount Lemmon Survey | —         | MPC                           |
| 462991     | 2011 FS41  | 26 mar 2011 | Mount Lemmon | Mount Lemmon Survey | —         | MPC                           |
| 462992     | 2011 FY41  | 26 mar 2011 | Mount Lemmon | Mount Lemmon Survey | —         | MPC                           |
| 462993     | 2011 FG46  | 19 abr 2006 | Kitt Peak    | Spacewatch          | —         | MPC                           |
| 462994     | 2011 FR46  | 29 mar 2011 | Kitt Peak    | Spacewatch          | —         | MPC                           |
| 462995     | 2011 FD68  | 27 mar 2011 | Mount Lemmon | Mount Lemmon Survey | —         | MPC                           |
| 462996     | 2011 FT74  | 4 set 2008  | Kitt Peak    | Spacewatch          | —         | MPC                           |
| 462997     | 2011 FQ75  | 26 abr 2006 | Kitt Peak    | Spacewatch          | —         | MPC                           |
| 462998     | 2011 FL90  | 10 fev 2011 | Mount Lemmon | Mount Lemmon Survey | —         | MPC                           |
| 462999     | 2011 FT103 | 27 jan 2006 | Mount Lemmon | Mount Lemmon Survey | —         | MPC                           |
| 463000     | 2011 FQ105 | 10 dez 2004 | Kitt Peak    | Spacewatch          | —         | MPC                           |